# Fort Breendonk
Fort Breendonk è una fortificazione costruita nel 1906 come parte della seconda cinta difensiva (chiamata Réduit national) che racchiude la città di Anversa in Belgio.
All'inizio della prima guerra mondiale faceva parte di una catena di fortezze utilizzate in difesa del Belgio da possibili attacchi della Germania. La sua ubicazione era presso la cittadina di Breendonk, situata ad una ventina di chilometri a sud-ovest del capoluogo.
Attrezzata contro i bombardamenti, la fortezza - che era circondata da un fossato - fu usata durante la seconda guerra mondiale come campo di concentramento e di lavoro della Germania nazista dal 20 settembre 1940 al settembre 1944: si calcola che vi siano state recluse un minimo di 3.532 persone e che ve ne siano morte almeno 391.

## Prima guerra mondiale
Il Belgio fu invaso dall'esercito tedesco nell'agosto 1914 in conseguenza del rifiuto di consentire l'accesso al nord della Francia. L'invasione iniziò il 4 agosto e nell'intento di raggiungere Parigi nel minor tempo possibile, la Germania concentrò i suoi sforzi verso una penetrazione più a sud, ignorando Anversa.
Poiché il Belgio proseguiva la sua resistenza, truppe tedesche attaccarono allora da nord in direzione di Anversa. Il 9 settembre fu ordinato al Generale Hans Hartwig von Beseler di attaccare la cittadina. L'assedio dell'artiglieria riguardò anche le cittadine di Namur e Maubeuge.

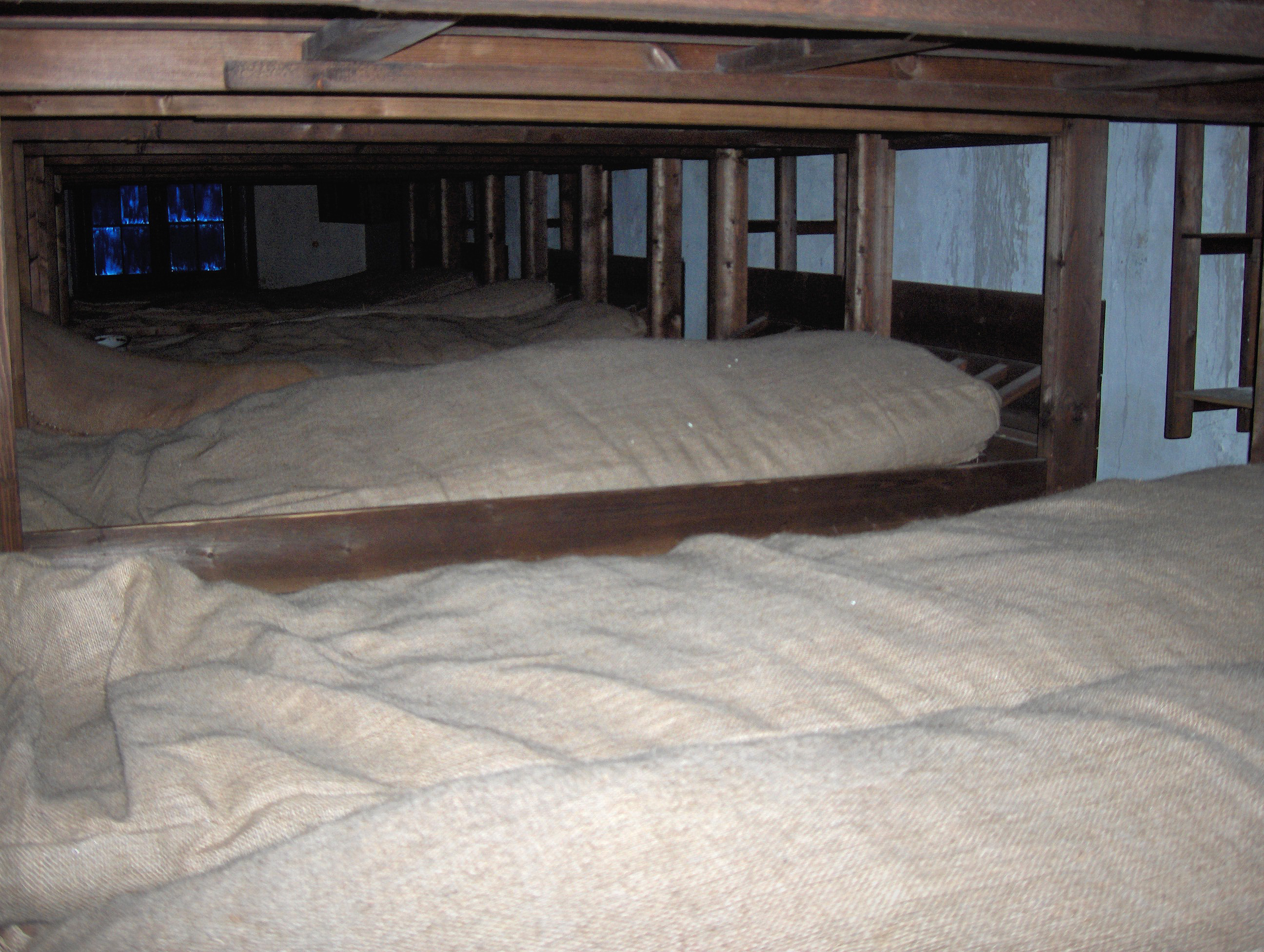
I pagliericci a tre piani su cui dormivano gli internati

Fort Breendonk fu attaccata il 1º ottobre da mezzi pesanti da una distanza di cinque o sei chilometri, quindi fuori dal tiro di difesa della fortezza. Il 9 ottobre il forte cadeva, con la conseguente presa di Anversa.

## Seconda guerra mondiale
L'armata tedesca invase ed occupò nuovamente il Belgio nel 1940. Fort Breendonk risultava ormai obsoleto e inadeguato a rispondere ai moderni mezzi di attacco. Per breve tempo, durante la prima settimana di invasione, venne utilizzato come quartier generale del comando belga, ma di fronte all'avanzata tedesca fu ben presto abbandonato.
Il 20 settembre fu trasformato dai nazisti in campo di raccolta, Auffanglager, destinato ad ospitare, almeno all'inizio, criminali comuni o persone considerate antisociali od ostili al nazismo o che rientravano nei provvedimenti da adottare in conseguenza delle leggi razziali. A tale tipo di reclusi si aggiunsero poi prigionieri politici e persone detenute come ostaggio. Un'ulteriore sezione fu usata come campo di transito per ebrei destinati a morte sicura nel campo di concentramento di Auschwitz-Birkenau e nei suoi sottocampi.
I soldati tedeschi e le SS messe a guardia del campo (molte delle quali originarie delle Fiandre - sottoposero ad esecuzione sommaria 185 prigionieri mentre molti altri furono avviati ai campi di concentramento. Il luogo conserva ancora una stanza per le torture nella quale morirono centinaia di persone (fra ipersonaggi celebri che vi subirono la tortura si ricorda lo scrittore Jean Améry), mentre non risulta fondata l'ipotesi di fonte popolare che voleva la fortezza dotata di camera a gas.

## Il campo di prigionia
Poco meno di quattromila sono stati i prigionieri confinati a Fort Breendonk. Molti di loro erano membri della Resistenza belga contro il nazismo (come lo stesso Jean Améry). Nel settembre 1941 avvenne il primo trasferimento di comunisti belgi nel campo di concentramento di Neuengamme. I reclusi di religione ebraica furono tenuti separati dagli altri reclusi almeno fino al 1942, prima di essere trasferiti al campo di transito di Mechelen o essere deportati direttamente ad Auschwitz-Birkenau. In totale oltre quindici furono i trasferimenti disposti da questa località del Belgio: riguardavano essenzialmente ebrei e quasi nessuno giunse a destinazione, o vi giunse comunque in vita.

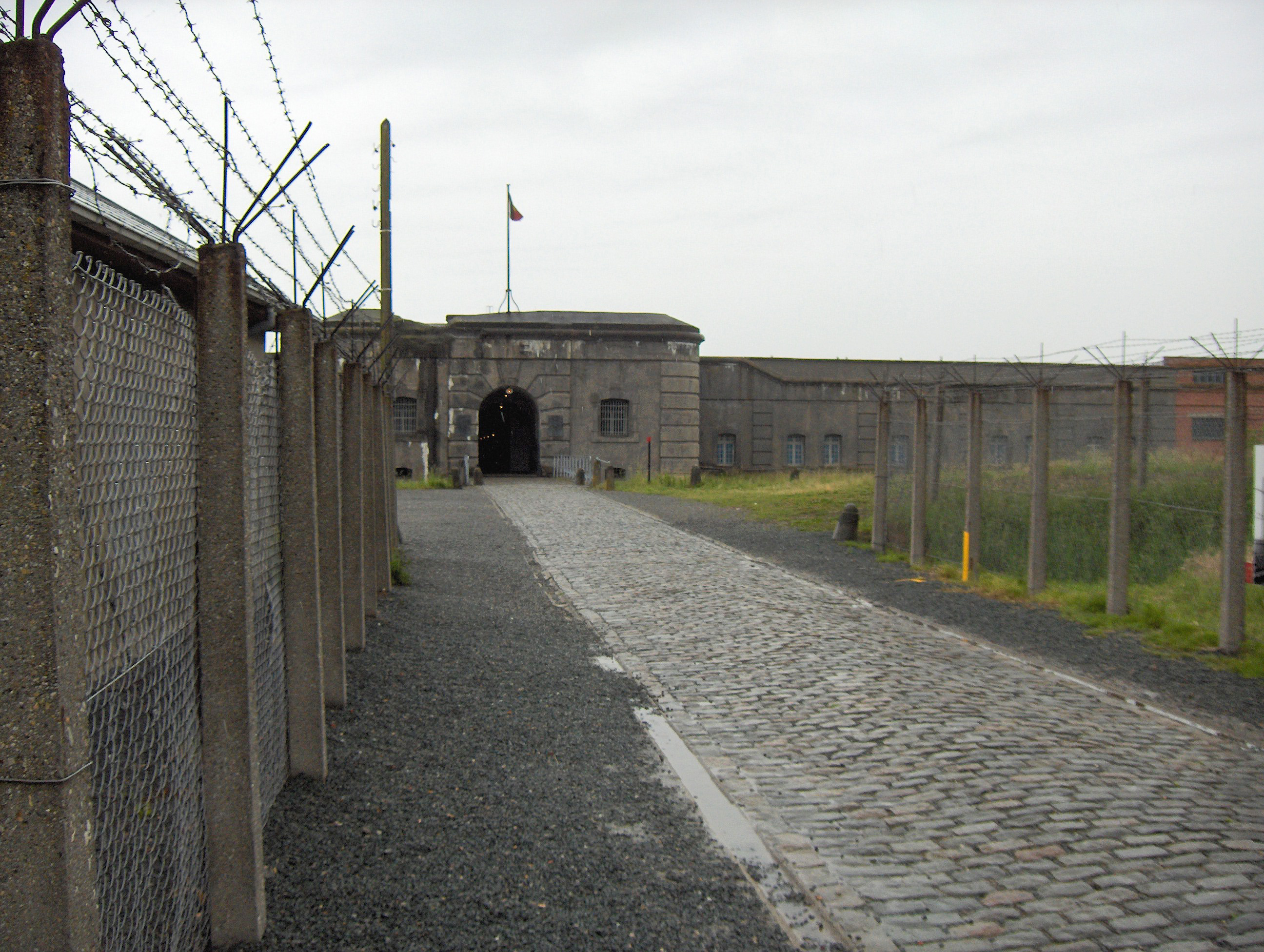
Il sentiero interno che conduce all'ingresso del forte

All'arrivo al campo, gli internati erano portati nel cortile e posti in piedi davanti al muro di cinta per diverse ore prima di essere contati e introdotti al campo. Era vietato loro muoversi, ed ogni piccolo movimento era severamente punito con percosse o passaggi in camera di tortura se non con la morte immediata per impiccagione o colpo d'arma da fuoco. Le esecuzioni avvenivano direttamente nel campo o nelle immediate vicinanze.
Il comandante del campo, il Lagerkommandant Phillip Schmitt era particolarmente temuto perché, sostenuto e incitato dalla propria moglie, usava sguinzagliare i suoi cani contro gli internati. Molte erano le percosse che venivano inflitte quotidianamente in modo arbitrario. Vittima di queste fu anche un giovane ebreo poco meno che ventenne, costretto da guardie SS a tenere il volto immerso nel fango del cortile fino ad affogare. Ogni esecuzione avveniva pubblicamente in modo che i compagni del giustiziato osservassero la scena in segno di ammonimento.
Un ulteriore motivo di umiliazione veniva inflitto ai deportati con l'autorizzazione all'uso, due volte al giorno e contemporaneamente, di una toilette comune costituita da una vasca circolare posta al centro del cortile, da usarsi per un brevissimo lasso di tempo.

## Le condizioni di vita nel campo
Il lavoro forzato al campo di Fort Breendonk consisteva nel rimuovere - servendosi unicamente delle mani - le mattonelle che ricoprivano il tetto della fortezza. Lo stesso materiale veniva poi utilizzato per creare attorno ad essa un alto muro circolare che nascondesse il campo alla vista dai luoghi circostanti. Il regime di lavoro si articolava in turni giornalieri di dodici ore, sette giorni la settimana, in qualsiasi condizione climatica.
Gli ordini venivano impartiti solo in tedesco cosicché i deportati erano costretti ad imparare in fretta almeno il linguaggio base per comprendere ciò che dovevano fare ed evitare punizioni per non aver eseguito gli ordini. I prigionieri (vedi anche Regolamento dei campi di concentramento nazisti) erano obbligati a salutare, a tenere un passo di marcia e a restare poi sull'attenti ogni qualvolta i loro passi incrociavano quelli di una SS.

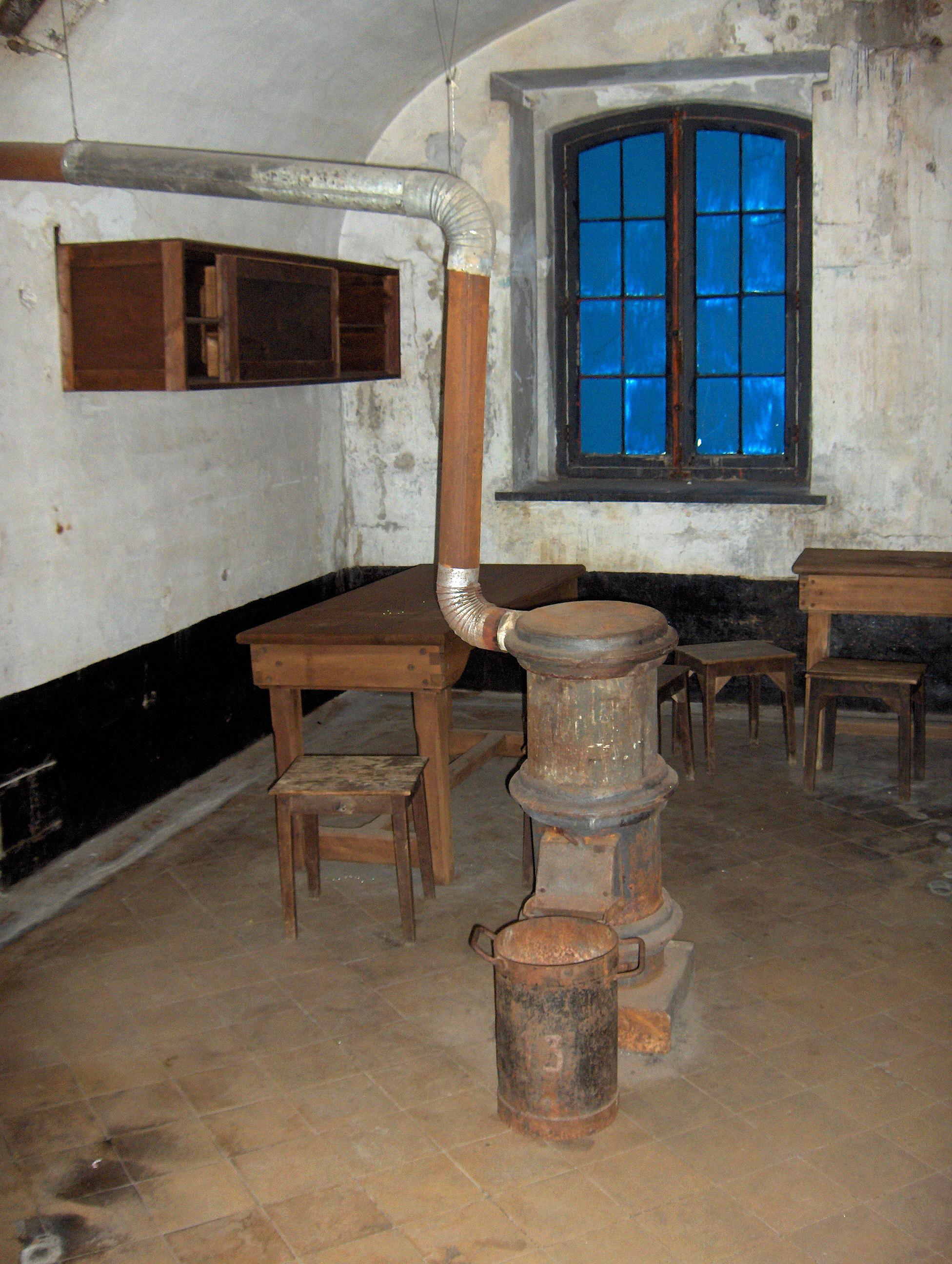
La stufa che serviva a riscaldare la stanza in cui vivevano fino a cinquanta deportati

Gli alloggiamenti all'interno del forte consistevano in vecchie baracche costruite con mattoni di pietra senza finestre e con la minima ventilazione e la cui temperatura interna era estremamente rigida. Ciascuna baracca era dotata di una piccola stufa insufficiente a garantire un riscaldamento accettabile. Progettate per contenere circa trentotto detenuti, finirono per ospitarne spesso più di cinquanta, costretti a dormire su piccole brande poste su tre piani e ricoperte da sacconi ad uso materasso.
I reclusi - esclusi gli ebrei, alloggiati in apposite baracche in legno posizionate in maniera distaccata dal blocco centrale - potevano servirsi di un unico raccoglitore interno che serviva da toilette per le necessità notturne. La posizione, felice od ingrata, del posto da conquistare per dormire era fonte sovente di litigi da parte dei detenuti costretti a muoversi con difficoltà in spazi angusti.
Il cibo era razionato e distribuito sulla base della tipologia del detenuto cui era destinato: agli ebrei erano riservate le quantità minori di alimenti ed acqua. Abitualmente venivano serviti nelle gamelle di cui i forzati erano dotati tre pasti giornalieri: la colazione consisteva in due tazze di surrogato di caffè e 125 grammi di pane. Il pasto principale prevedeva una tazza di zuppa (essenzialmente acqua calda) mentre la cena vedeva nuovamente fornire due tazze di surrogato di caffè e 100 grammi di pane (talvolta accompagnato da un cucchiaio di marmellata o zucchero). Un'alimentazione evidentemente insufficiente a sostenere un essere umano, specie in considerazione del fatto dell'essere esposto a freddo intenso o a caldo intenso, duro lavoro e ad una costante persecuzione di carattere psicologico.
Per queste ragioni, Fort Breendonk è stato descritto come uno dei più duri campi di prigionia in tutta Europa. Non è stato un campo di concentramento o di sterminio in senso stretto ma essenzialmente un campo di transito per successive deportazioni. Ma le condizioni di vita in tale struttura furono talmente crudeli che chi riuscì a uscirne vivo in pochi casi poté sopravvivere successivamente agli stenti ai quali era stato qui sottoposto. È stato calcolato che circa il 10 per cento dei quasi quattromila internati riuscì a vivere oltre la data di conclusione del secondo conflitto mondiale.
Un particolare senso di repulsione è rimasto nelle popolazioni locali rispetto alle guardie SS di origine fiamminga che agirono in maniera così platealmente crudele verso connazionali in un cieco supporto dell'ideologia nazista.

## Breendonk II
Con la liberazione avvenuta nel settembre del 1944, Fort Breendonk è stato usato per breve tempo come campo di internamento di collaborazionisti belgi degli occupanti nazisti. Questo periodo di vita della fortezza è ricordato con il nome di "Breendonk II". Un periodo durato effettivamente poco, considerato che il 10 ottobre dello stesso anno gli internati vennero trasferiti alle cosiddette Dossin Barracks, presso Mechelen.
Nella stessa città belga si tenne nel 1946 il processo alle SS fiamminghe, incluse alcune guardie ed ufficiali impiegati a Fort Breendonk. Di coloro che erano accusati di collaborazionismo, quattordici furono riconosciuti colpevoli e giustiziati per fucilazione nel 1947. Altri quattro imputati furono condannati all'ergastolo, ed uno a vent'anni di reclusione; solo uno venne assolto. Due guardie furono condannate in contumacia all'ergastolo.
Il comandante del campo, Philipp Schmitt, fu processato nel 1949 ad Anversa e condannato a morte e giustiziato il 9 agosto 1950. Non mostrò mai alcun rimorso o negò le atrocità compiute nella fortezza di Breendonk, sostenendo al contrario che si era limitato ad un'opera di rieducazione degli internati, secondo gli ordini ricevuti.

## Monumento nazionale

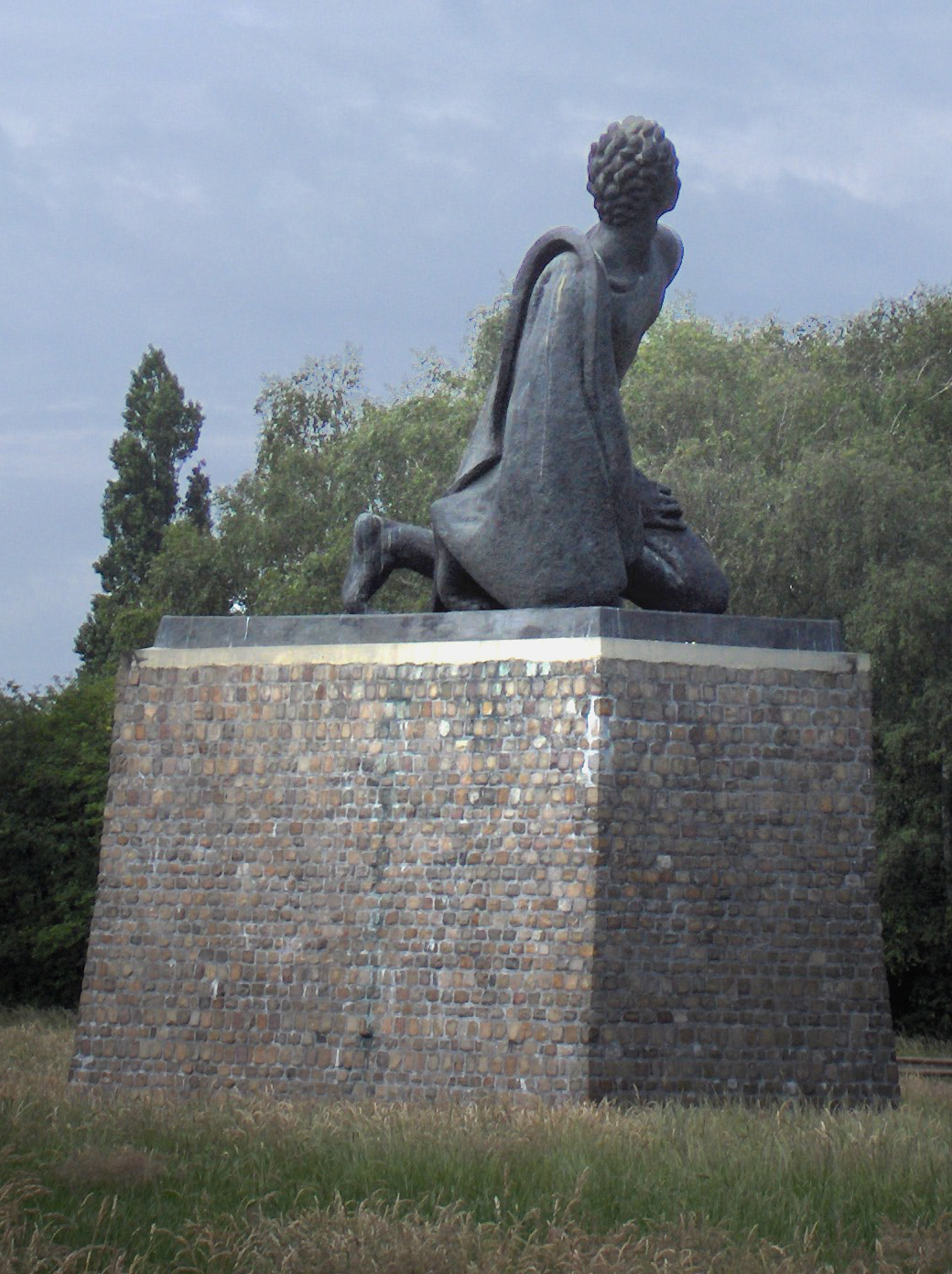
La statua bronzea eretta nel 1947 a ricordo delle vittime di Fort Breendonk

Nel 1947 Fort Breendonk è stato dichiarato monumento nazionale (in lingua fiamminga è denominato Nationaal Gedenkteken Fort van Breendonk), in riconoscimento della disumana sofferenza e della crudeltà inflitte a coloro che vi furono prigionieri durante la seconda guerra mondiale. È uno dei campi di concentramento nazisti meglio conservati ed è aperto alle visite tutto l'anno. È situato lungo la strada A12 che congiunge Bruxelles ad Anversa.
Immagini fotografiche che ritraggano scene di vita quotidiana nei campi di internamento nazisti sono rare di per sé; sotto questo aspetto si è creduto a lungo che non esistesse alcuna fotografia di Breendonk al tempo della seconda guerra mondiale. Tuttavia nei primi anni settanta un plico di immagini del campo è stato trovato nelle mani di un fotografo olandese, Otto Spronk. Questi aveva collezionato migliaia di immagini e filmati del Terzo Reich come parte di un progetto destinato al SOMA, un'organizzazione olandese che cura la raccolta e la preservazione di qualsiasi materiale di guerra.
La collezione consisteva di trentasette fotografie che illustrano la vita quotidiana nel campo di guardie ed internati, inclusa un'istantanea che ritrae il comandante Philipp Schmitt intento a giocare con il suo cane Lump. Le fotografie erano state realizzate a scopo propagandistico dal fotografo nazista Otto Kropf. In effetti sembrano riflettere momenti di vita normale e nessuna delle atrocità di cui è stata testimoniata la veridicità viene raffigurata. Alcuni degli internati a Fort Breendonk hanno tuttavia riconosciuto nelle immagini alcuni compagni di sventura, ricordando le circostanze in cui le fotografie erano state scattate.
Il materiale iconografico è stato raccolto a ricordo del periodo bellico in Belgio e ordinato in un volume che contiene ulteriori informazioni documentarie sul campo di prigionia.

## Galleria d'immagini

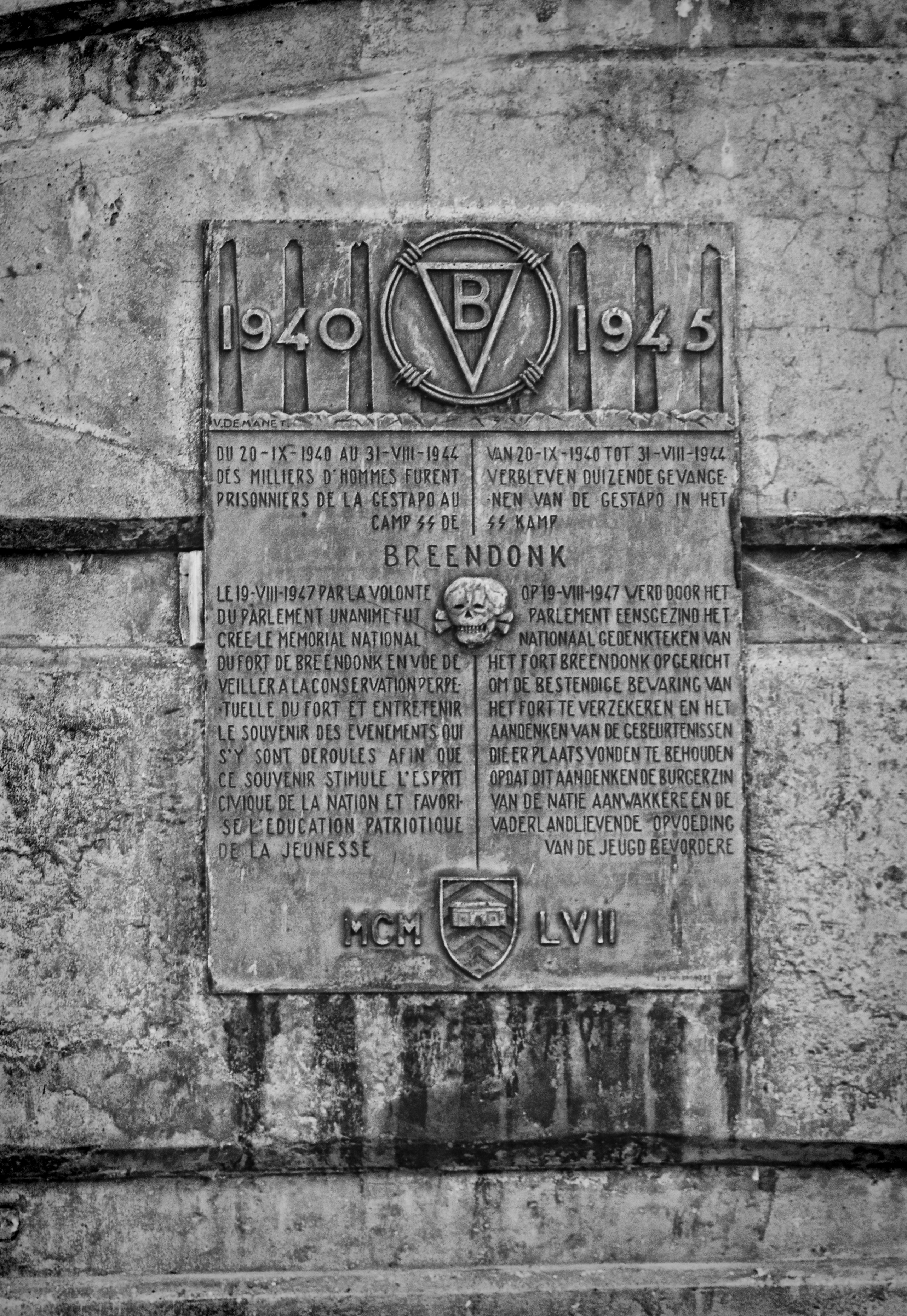
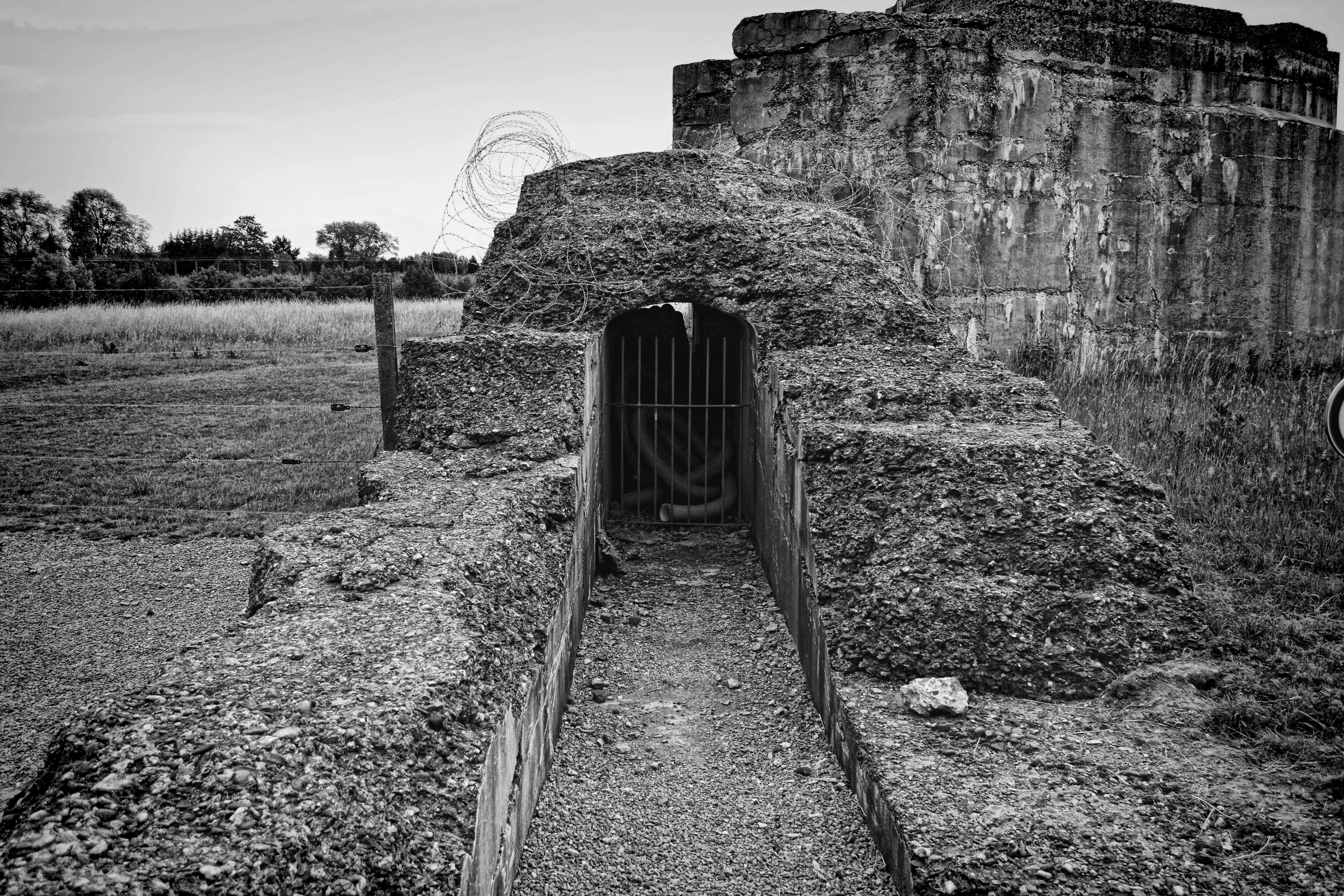
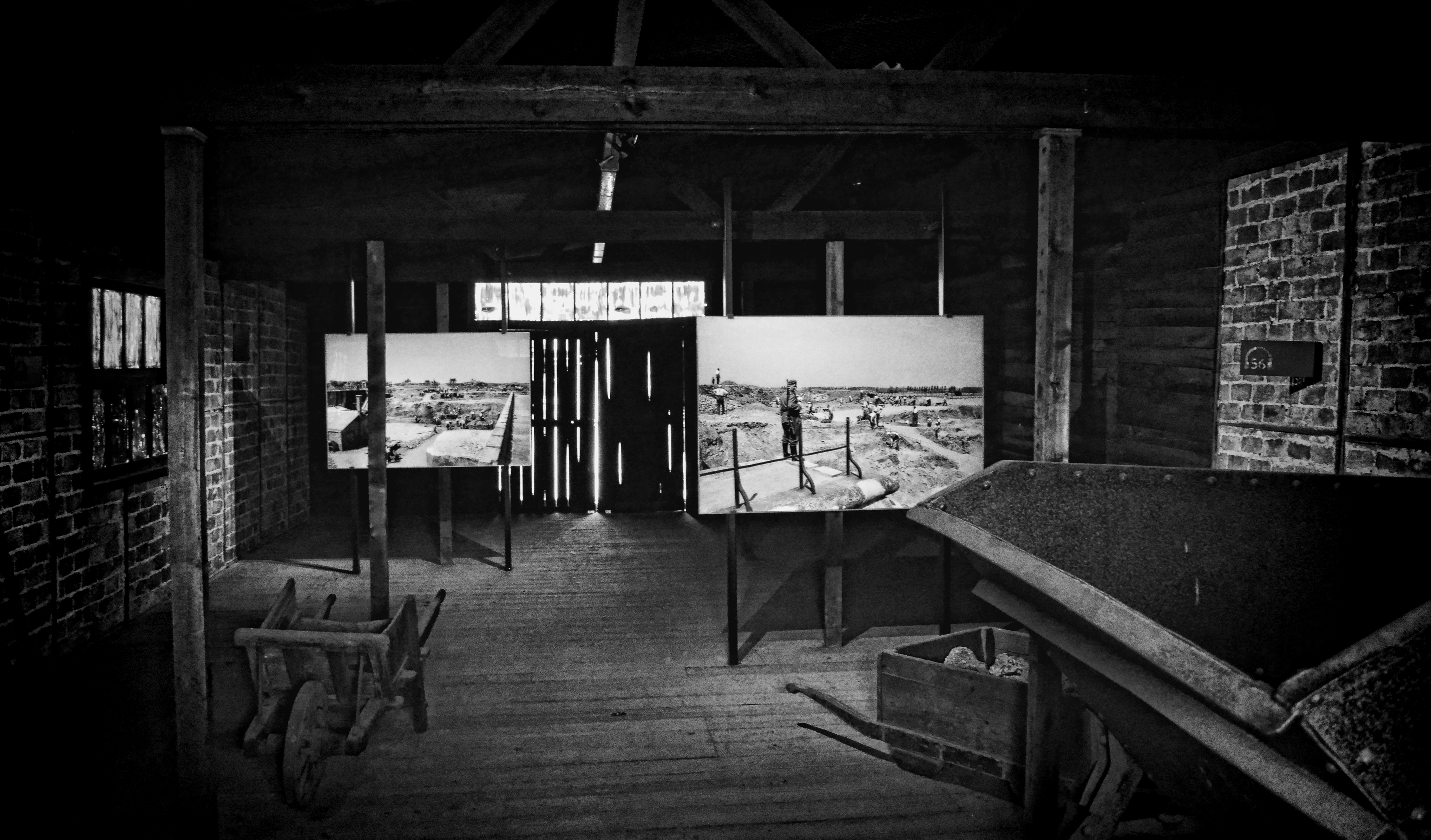
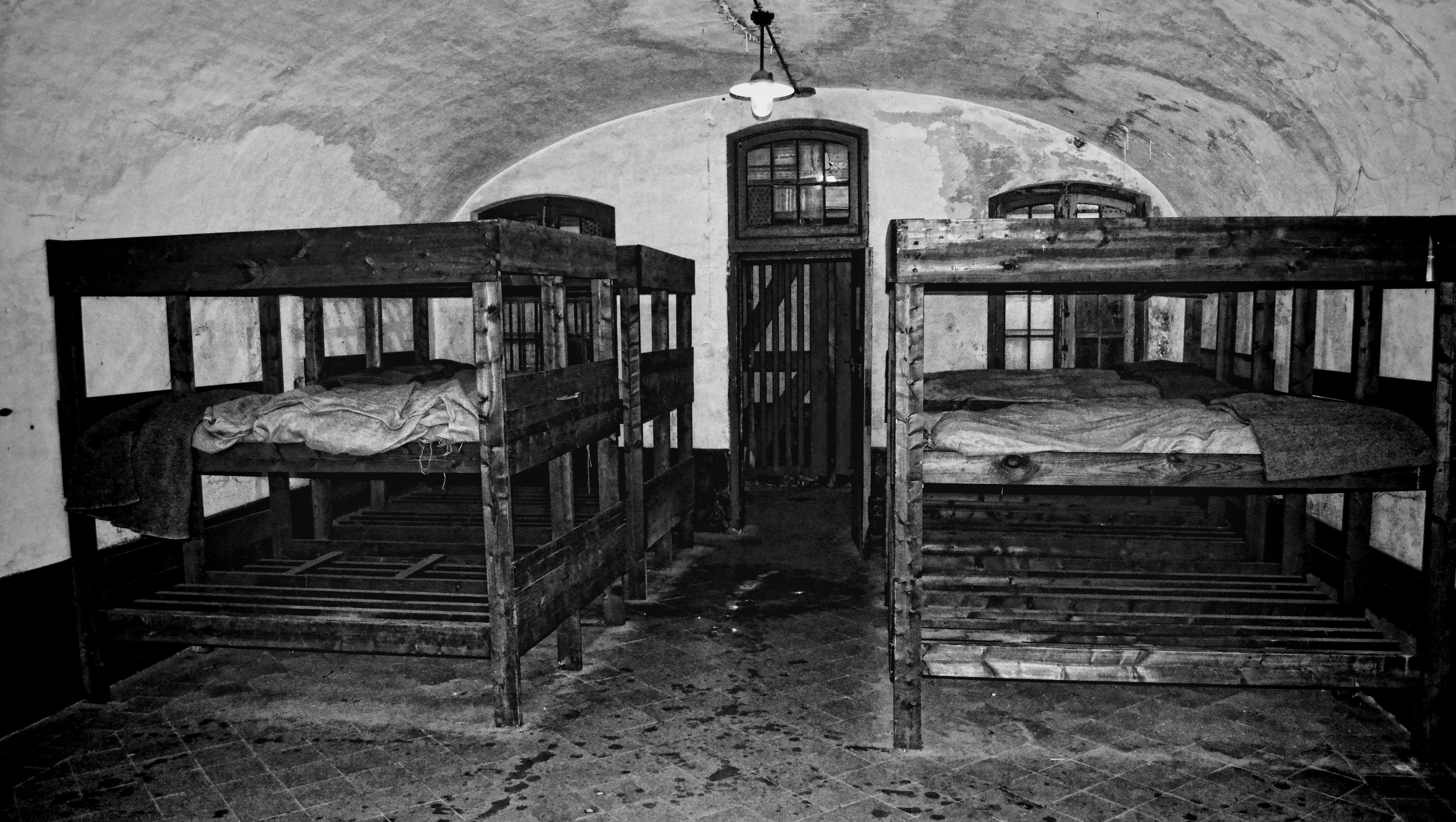
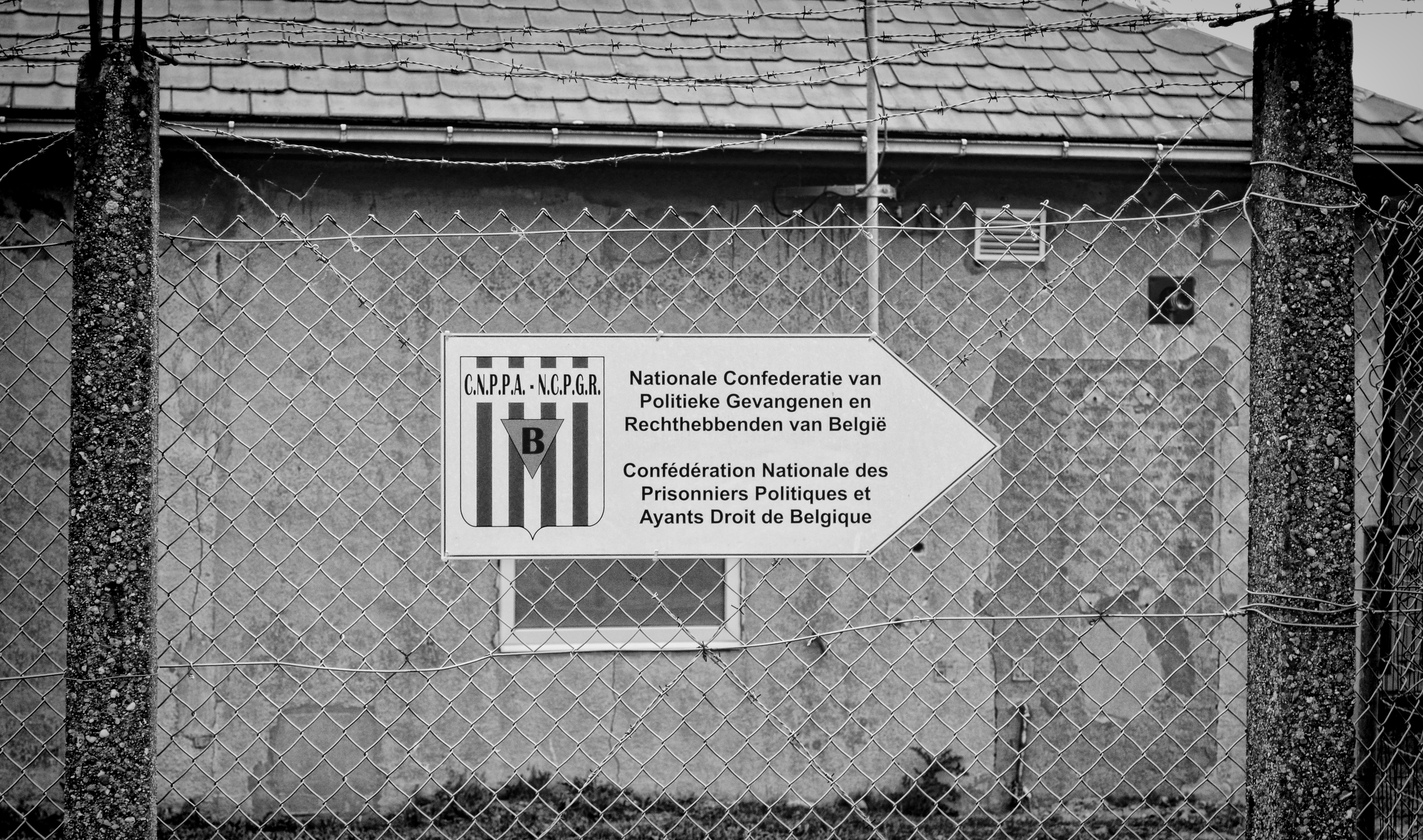
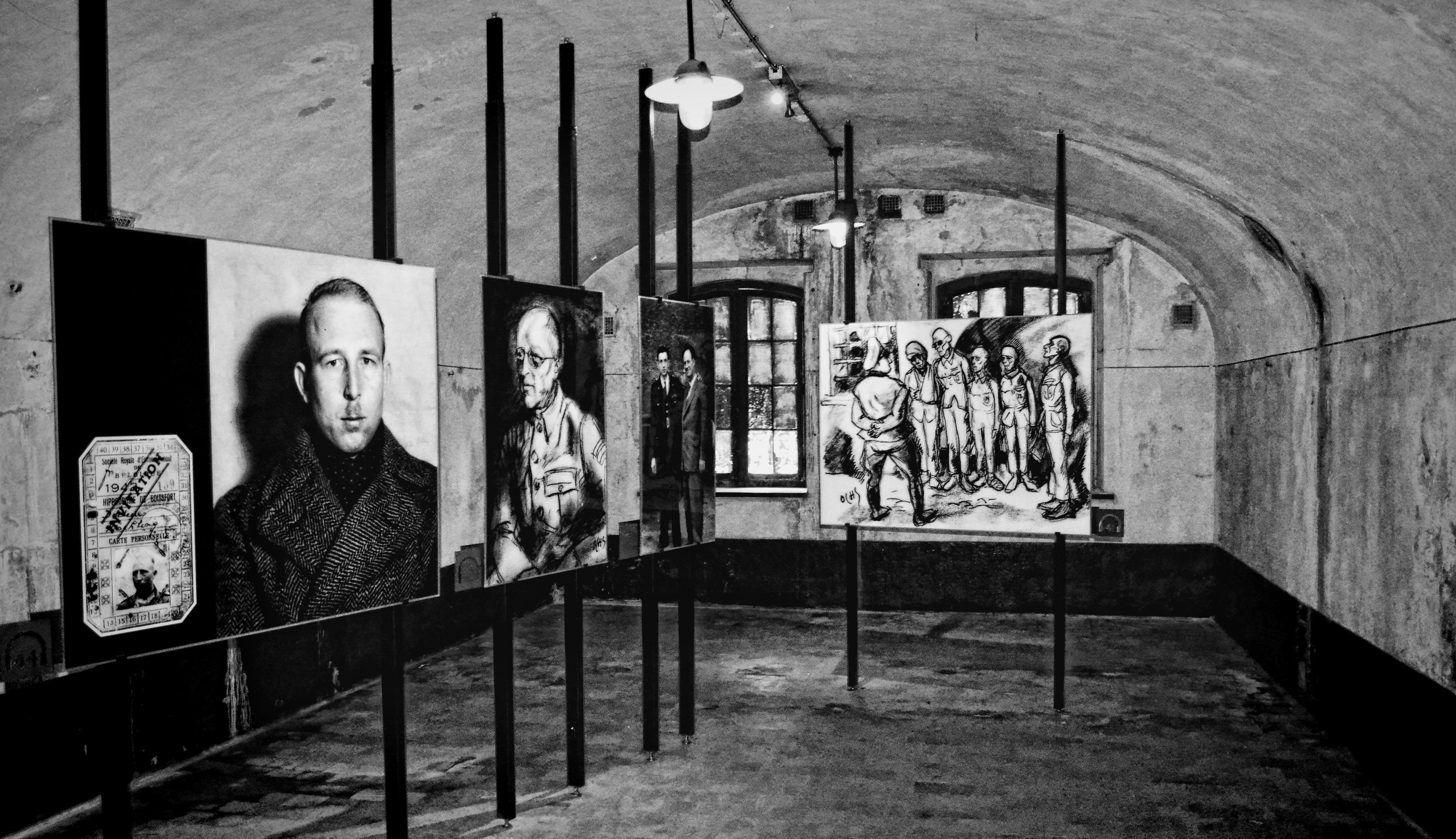
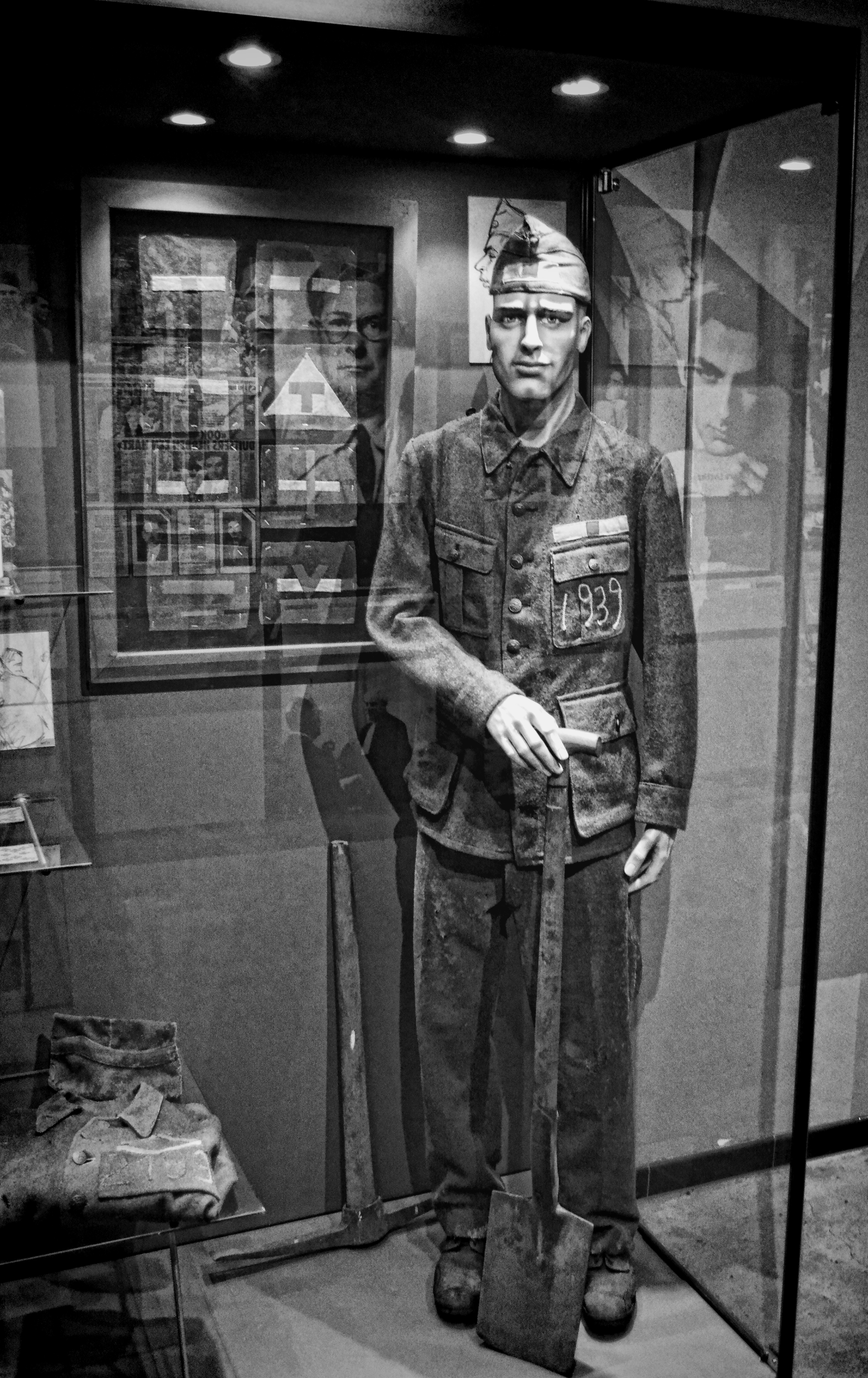
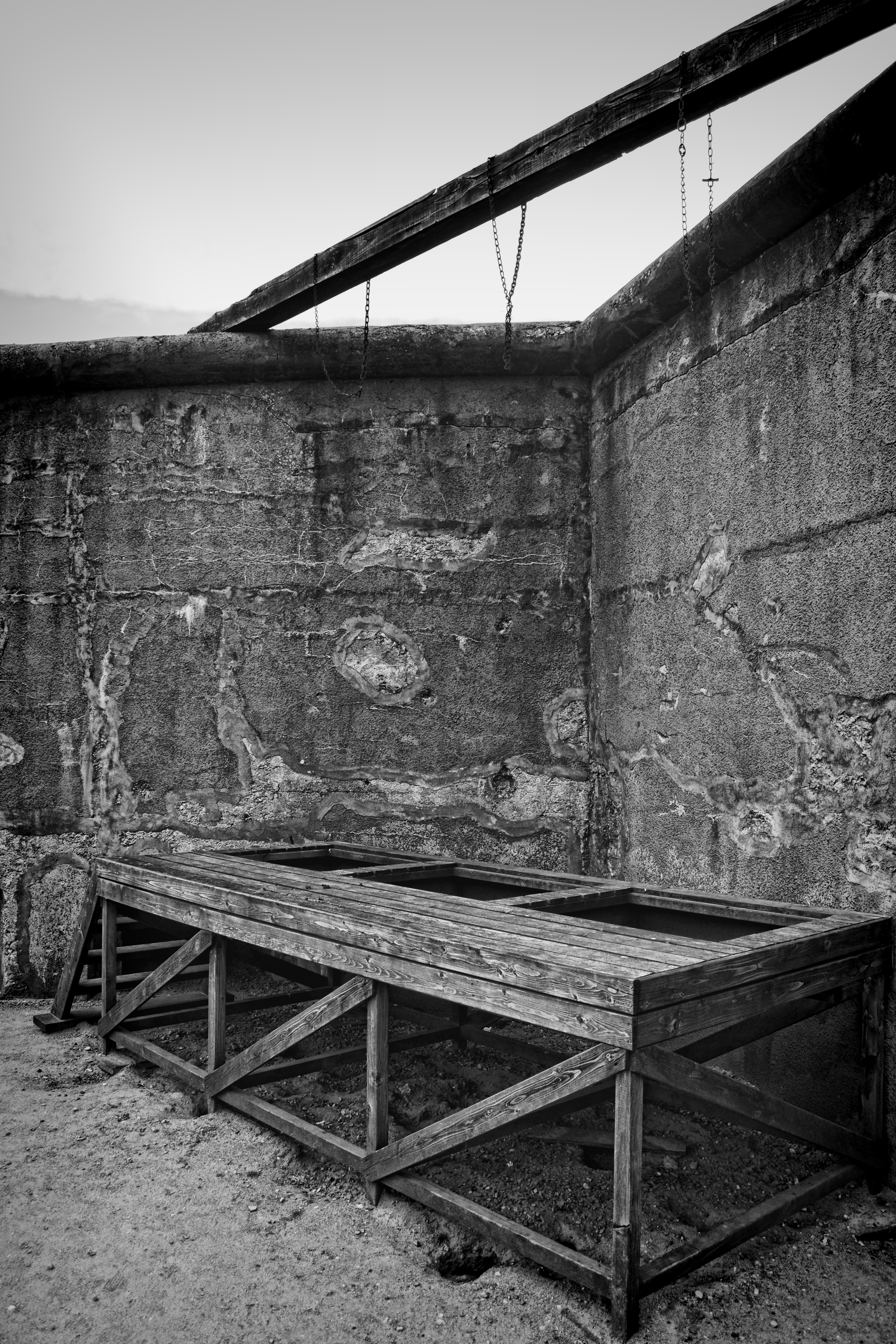
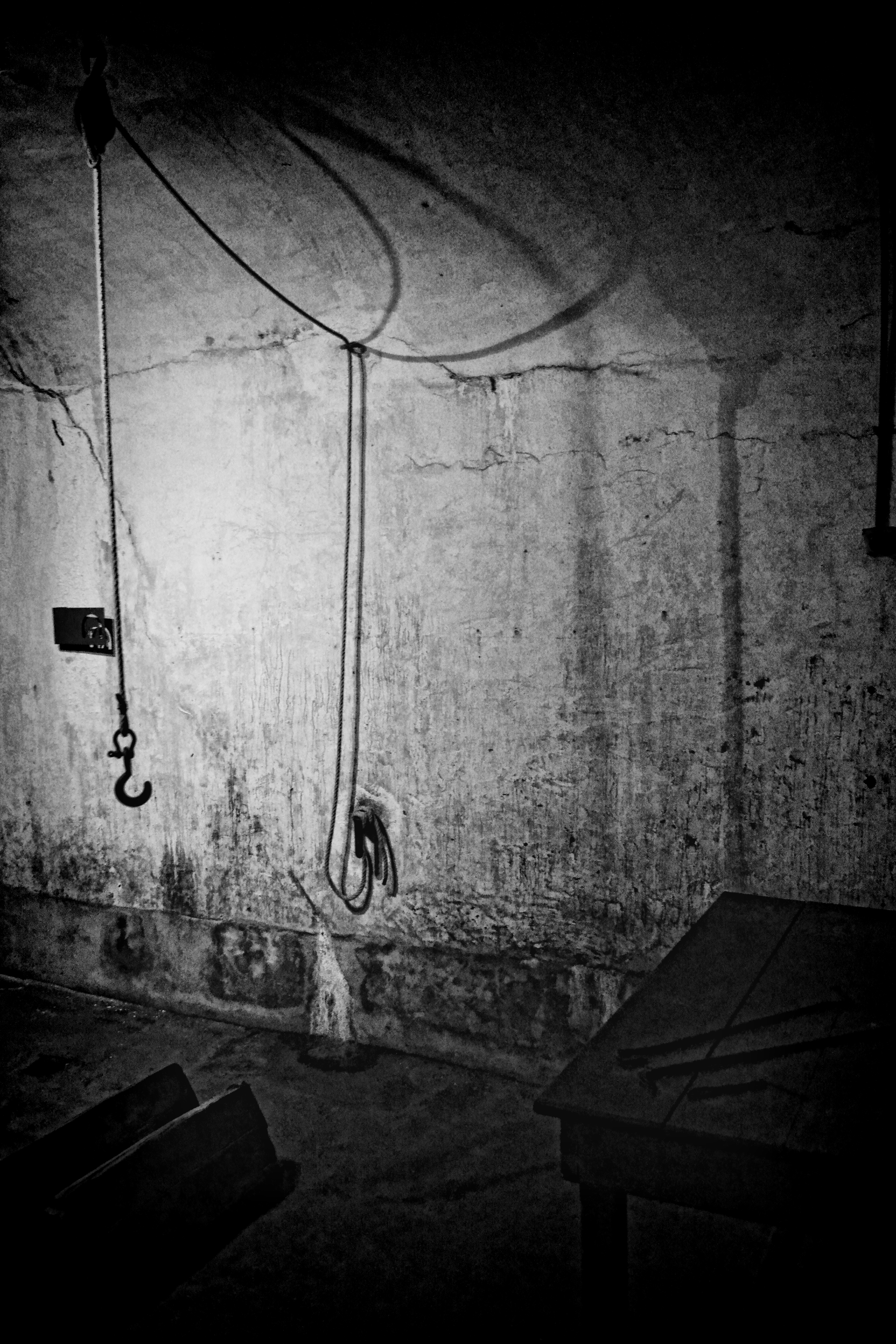
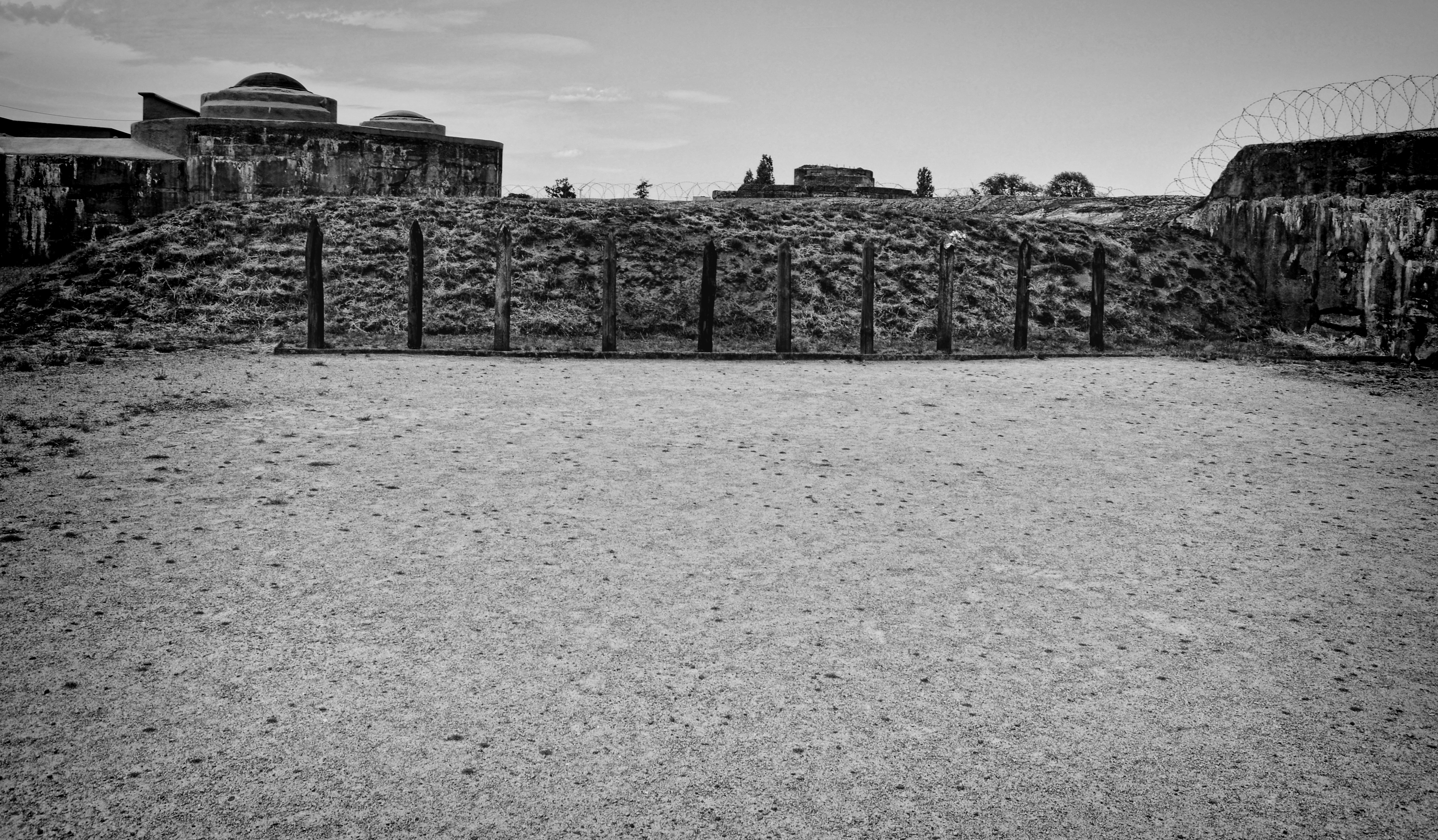
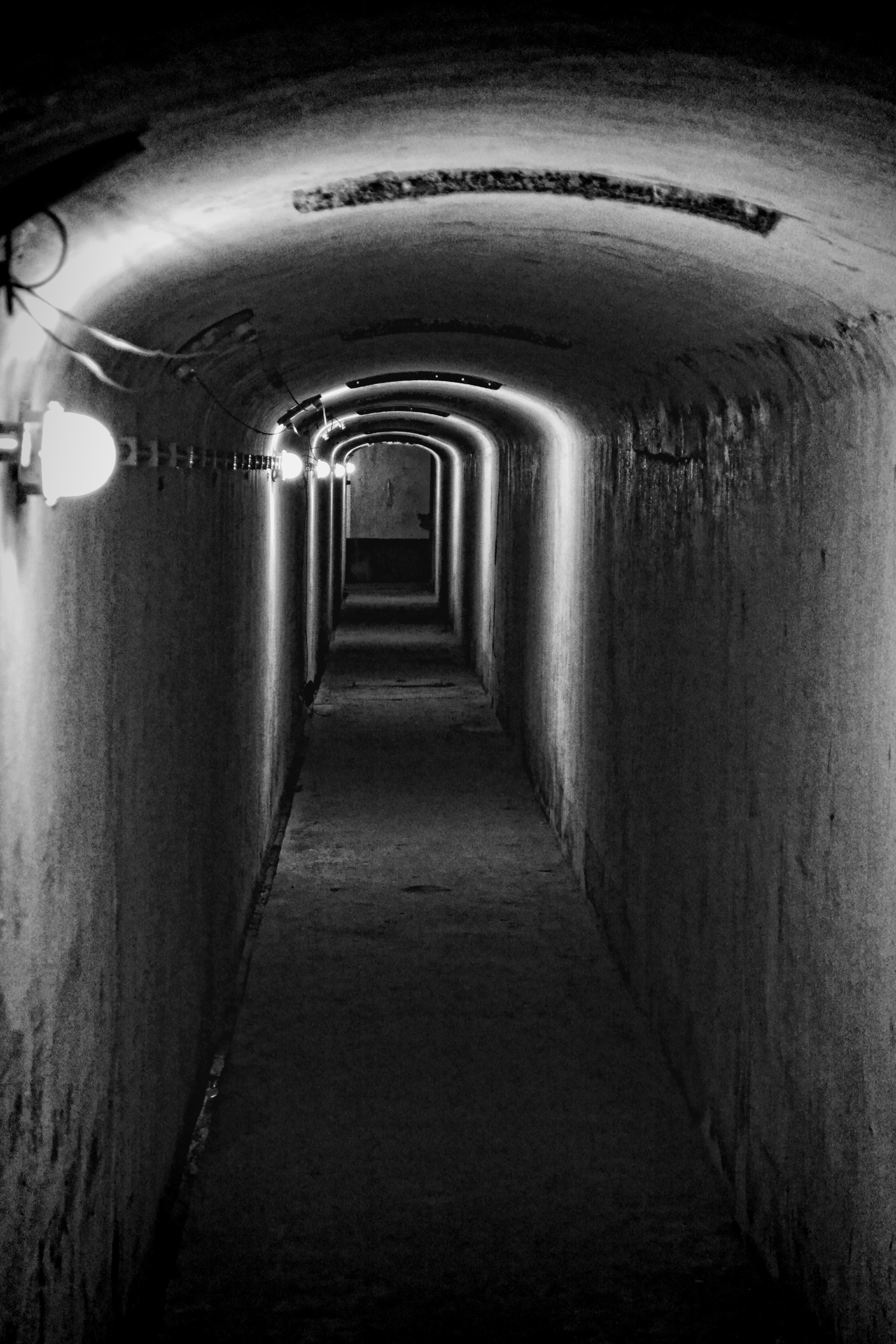
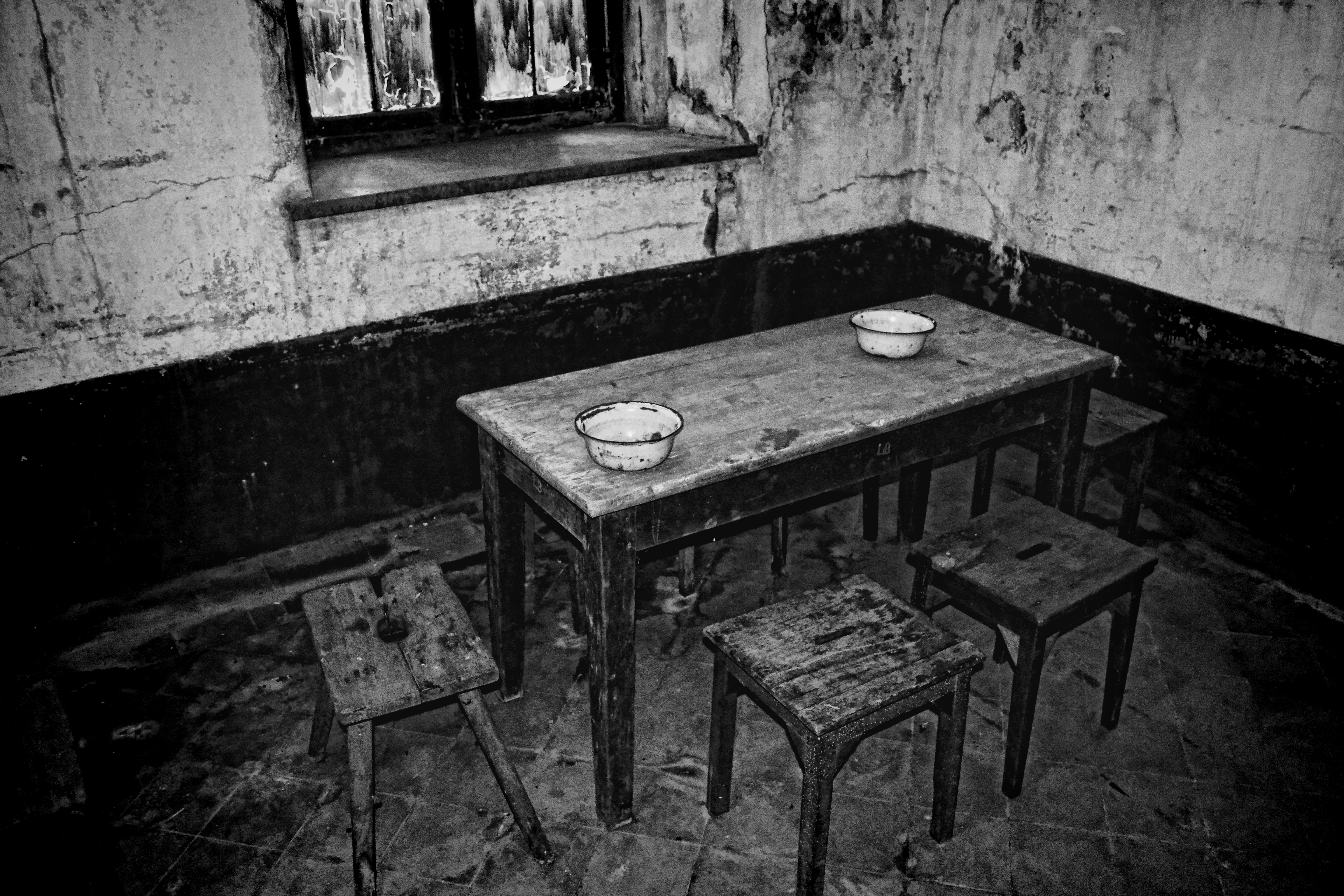
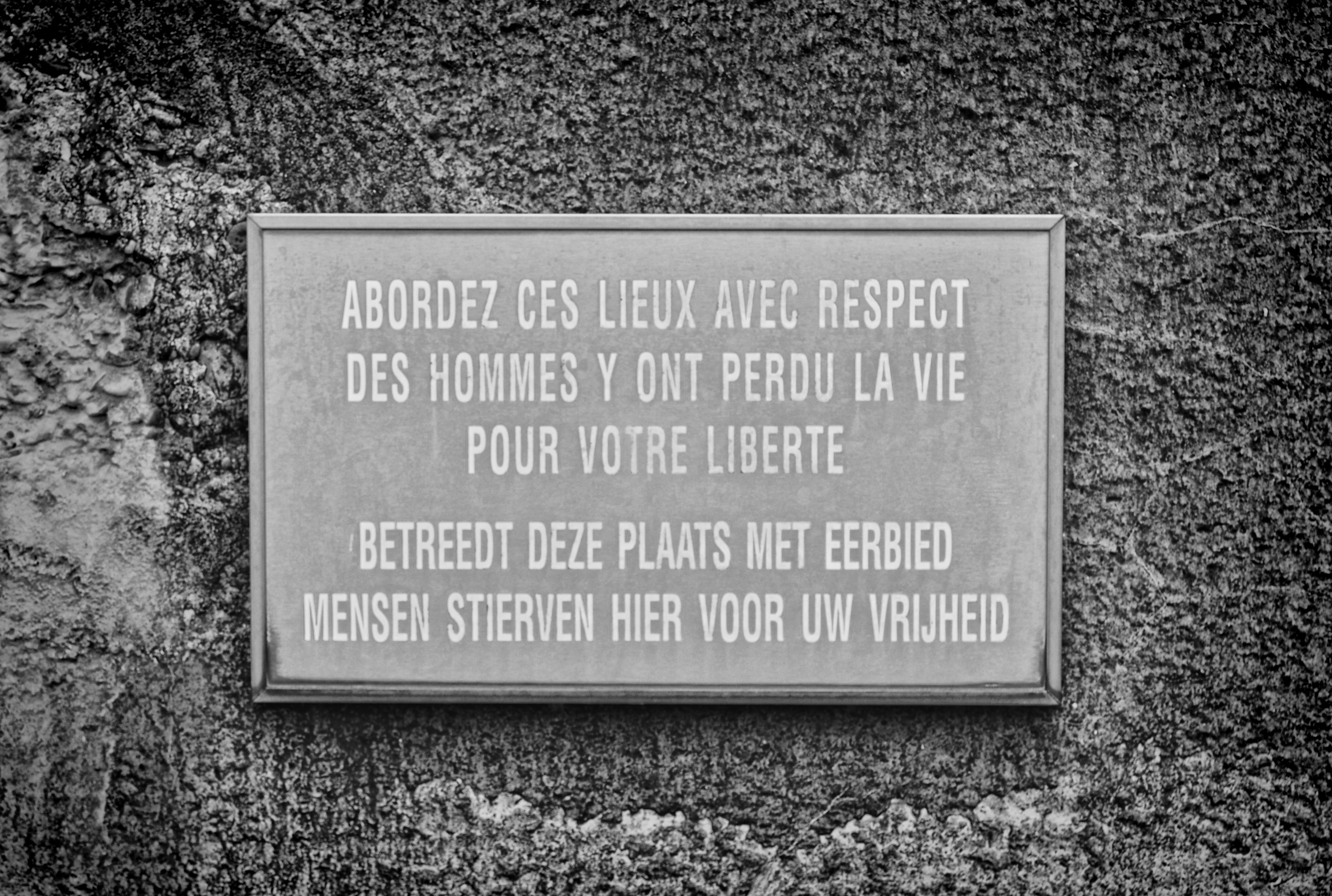
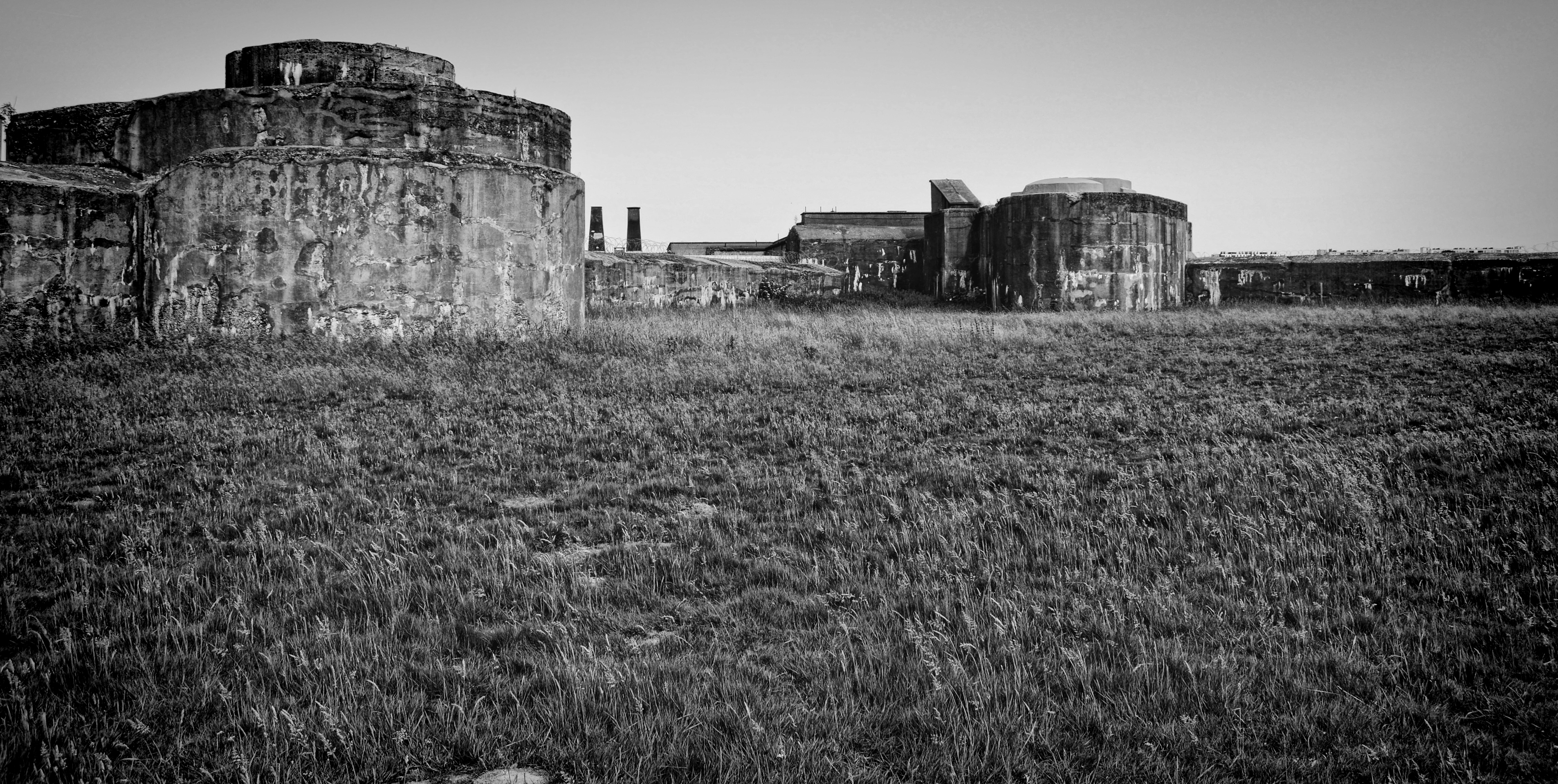
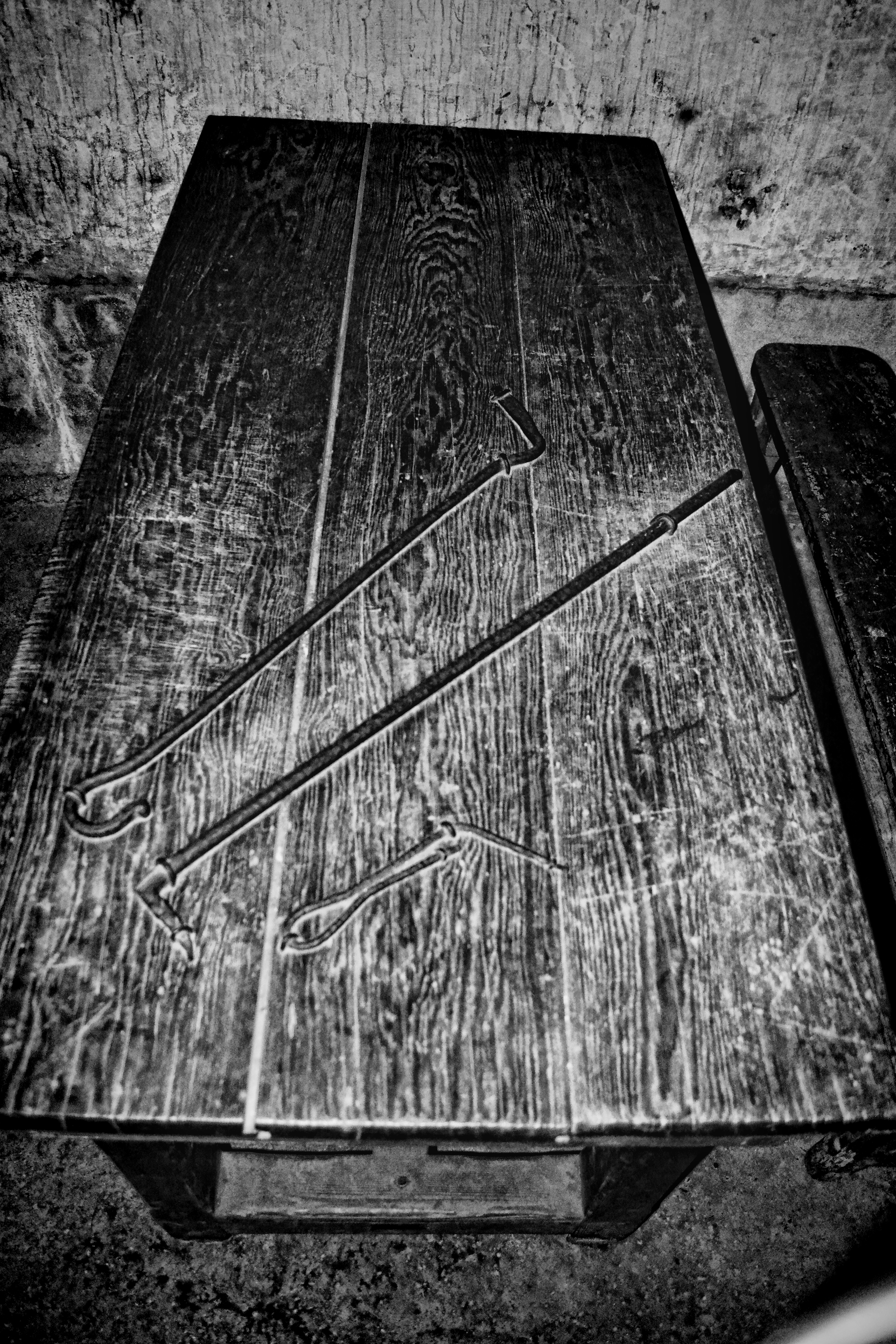
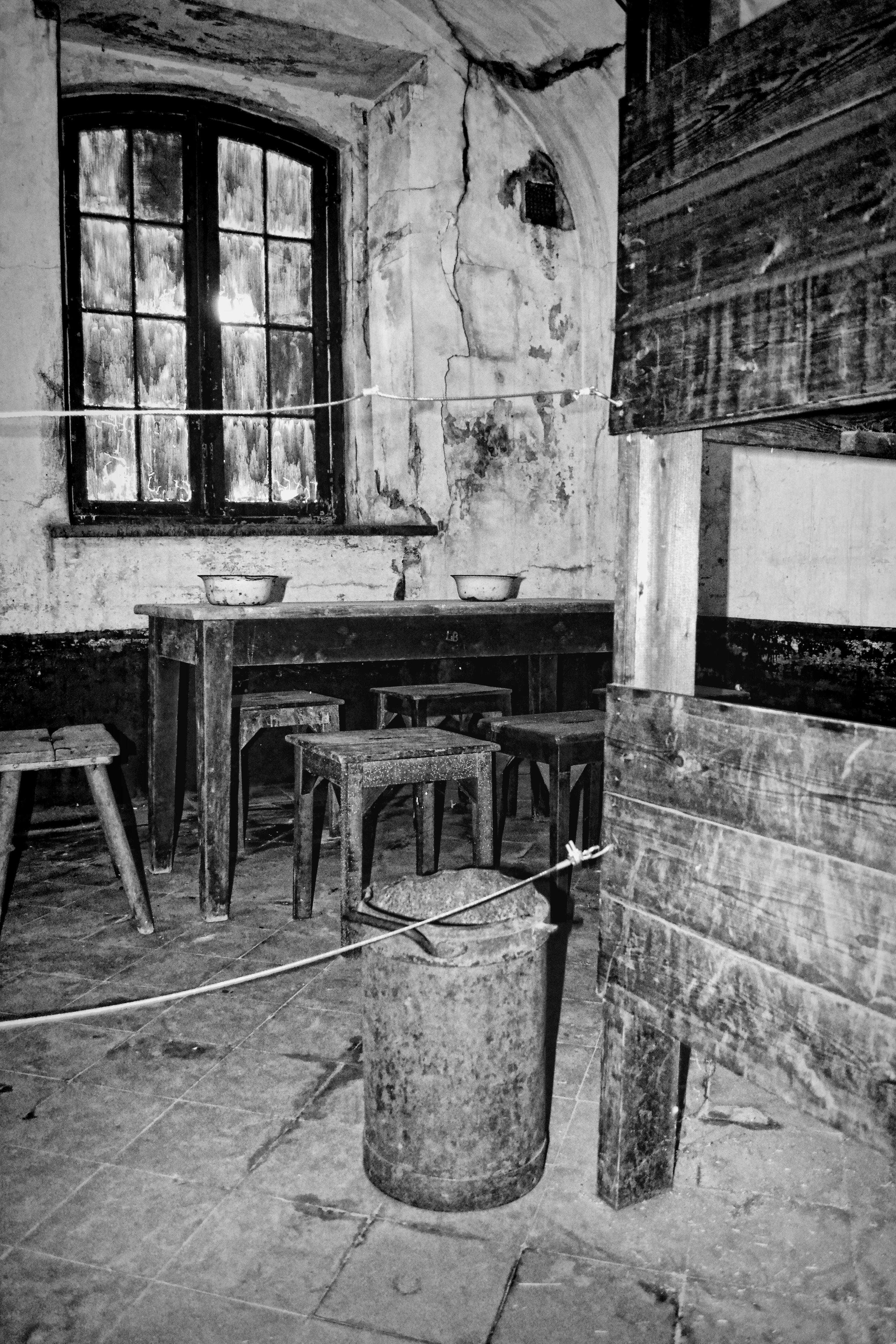
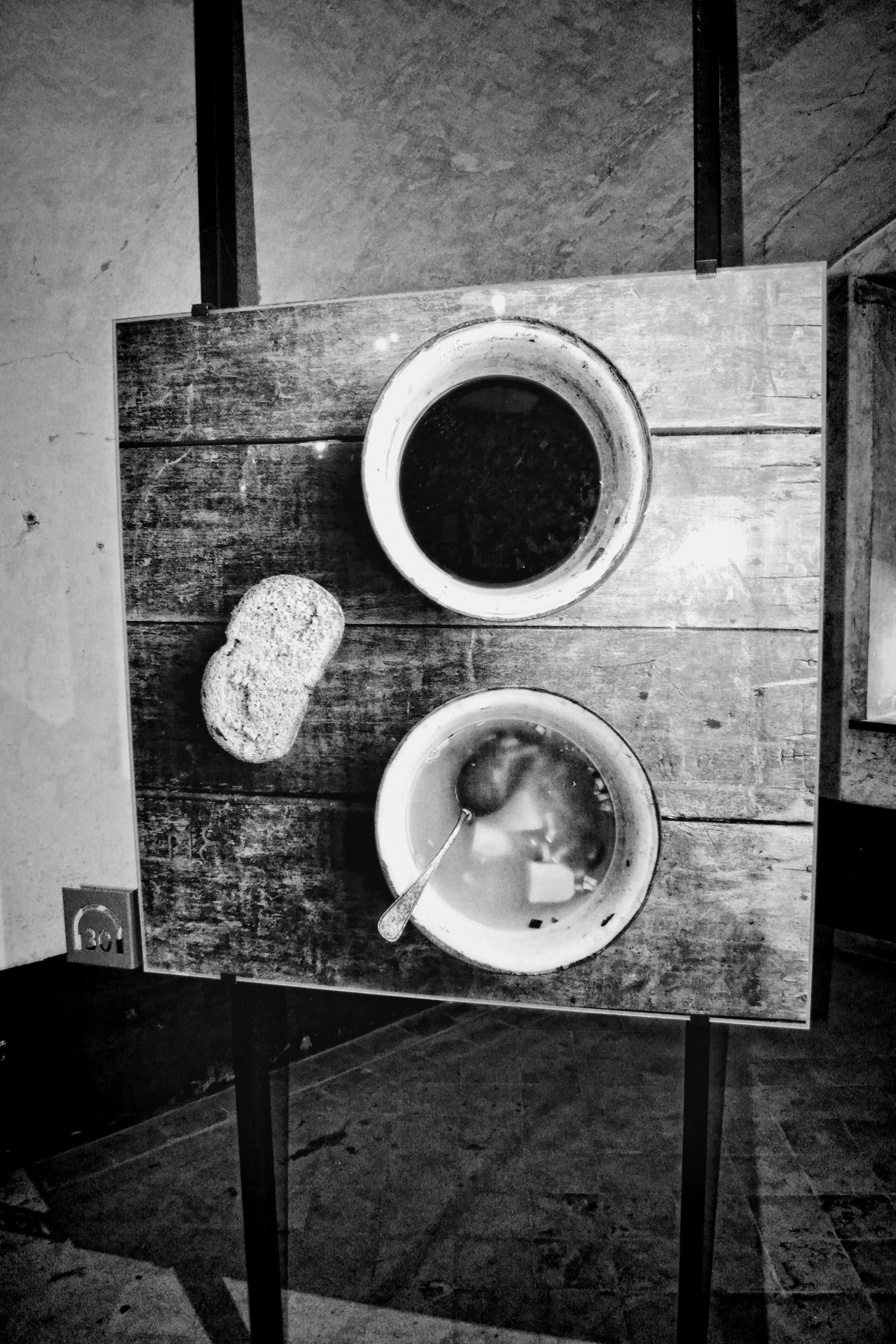
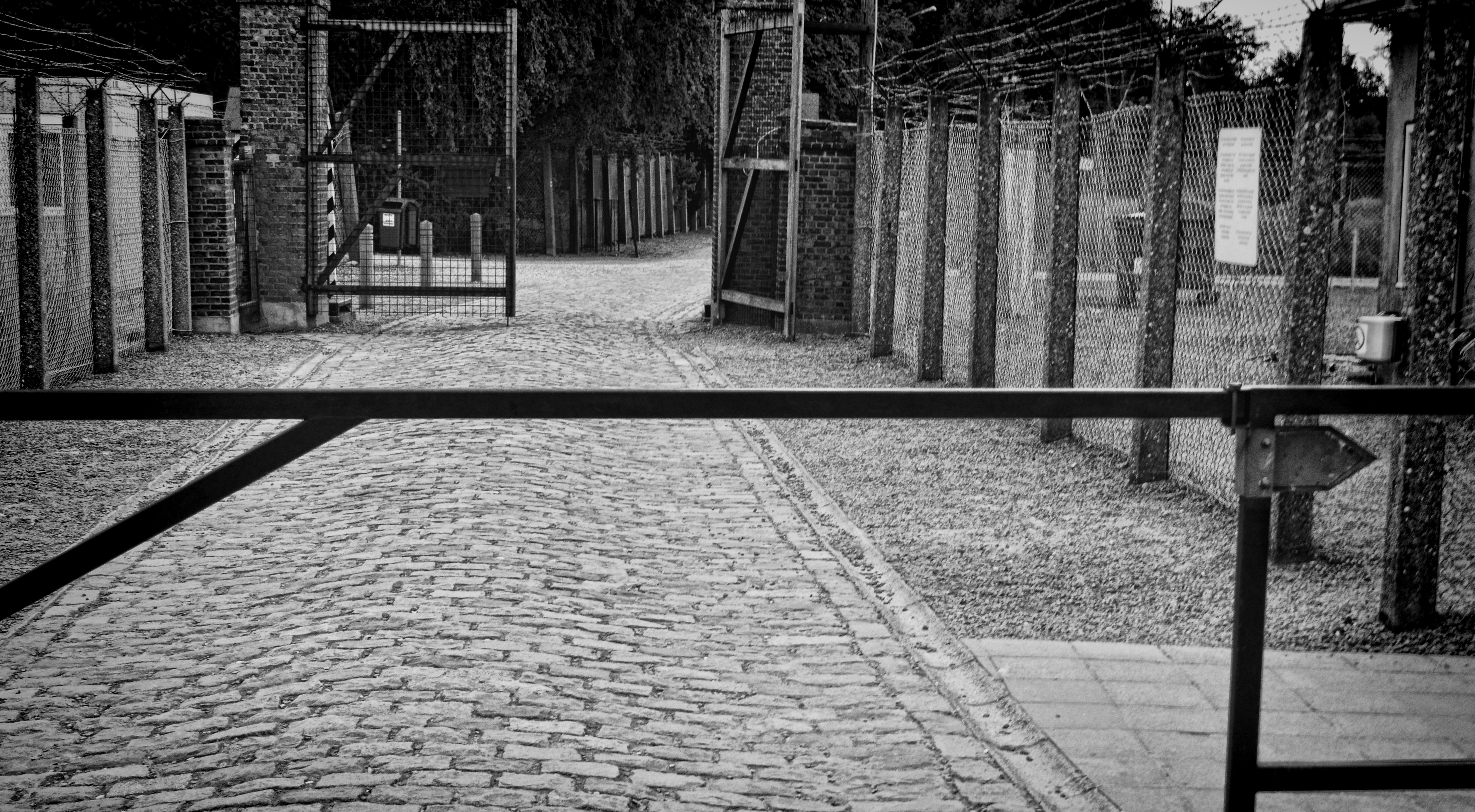
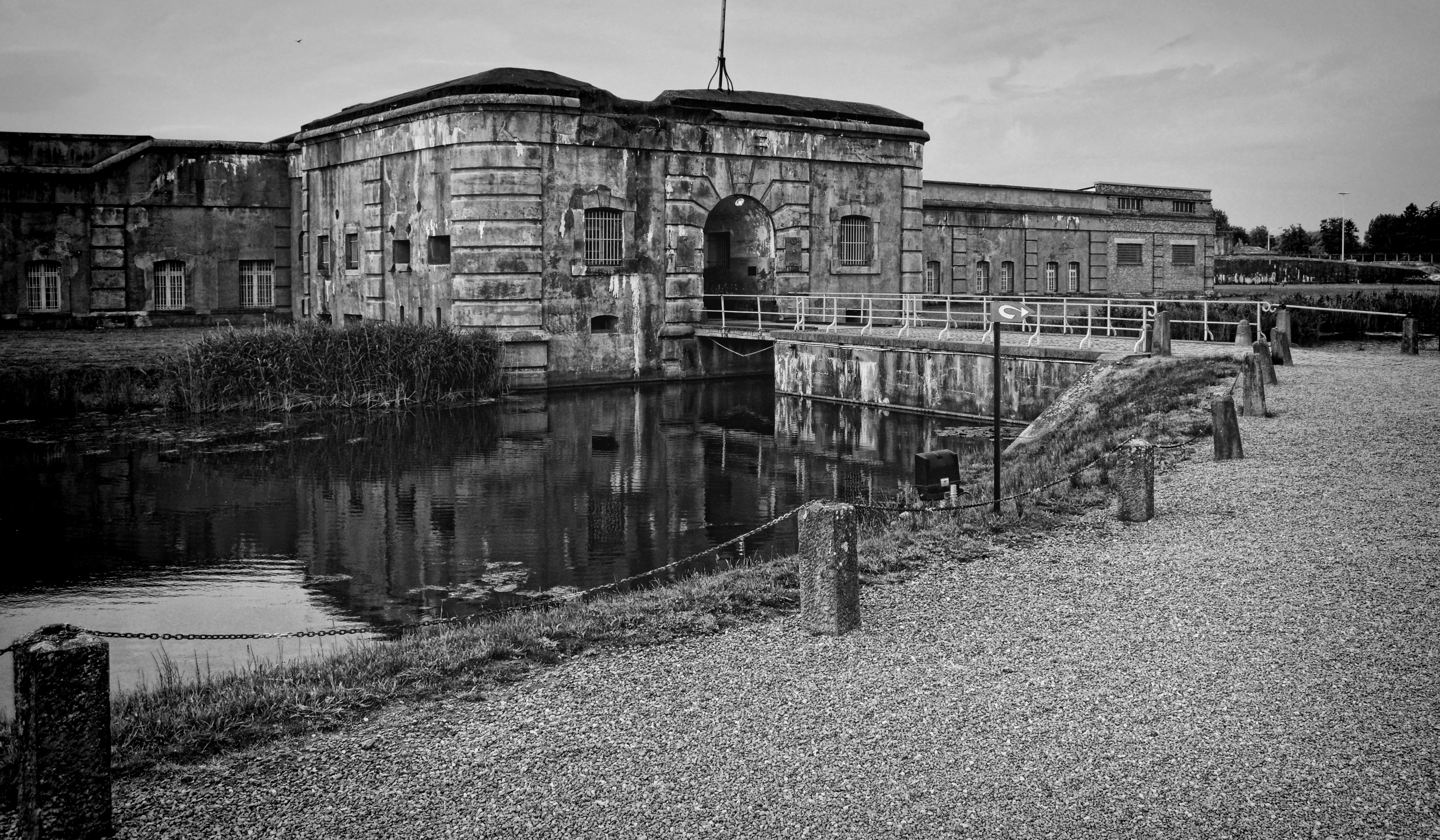
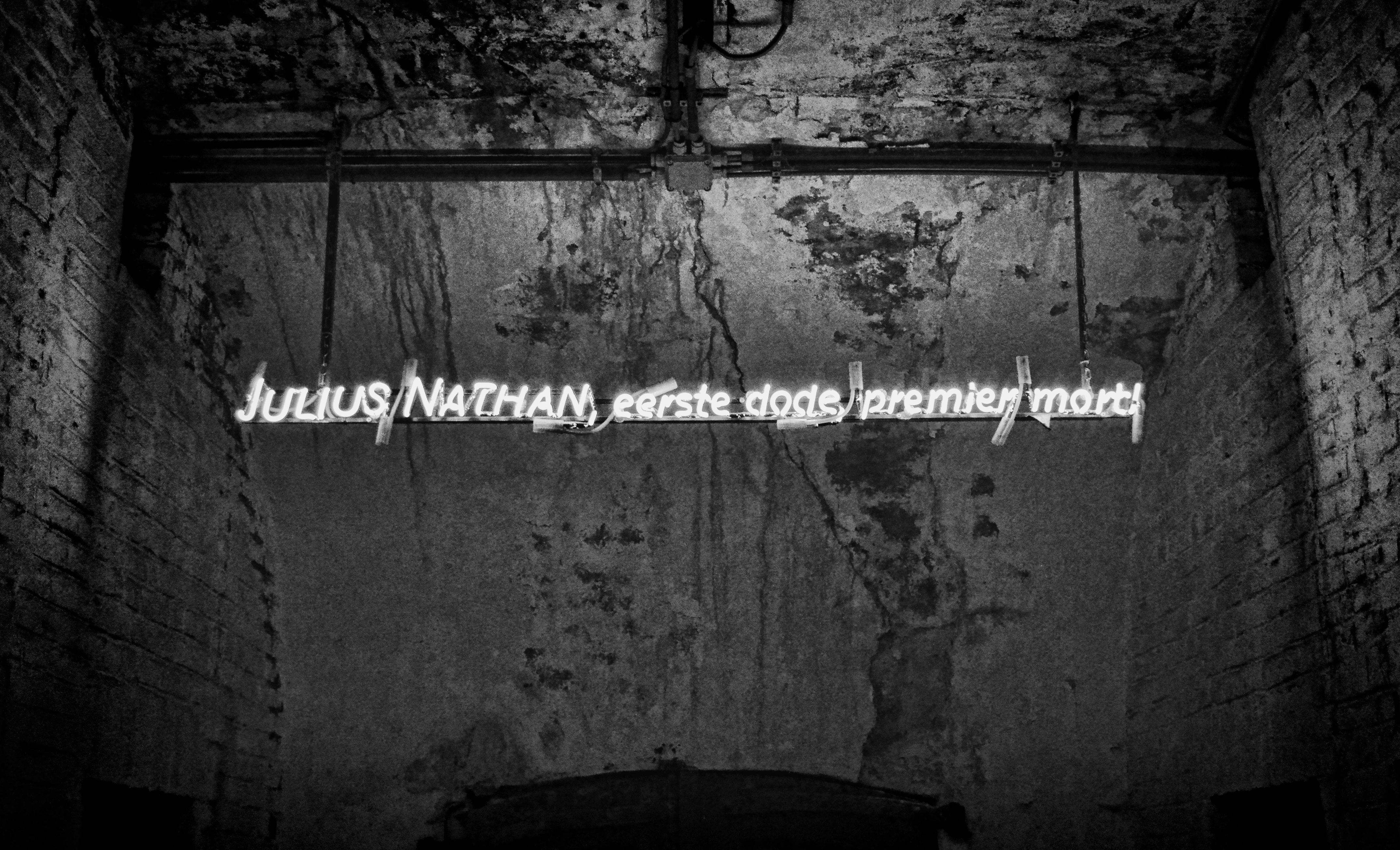
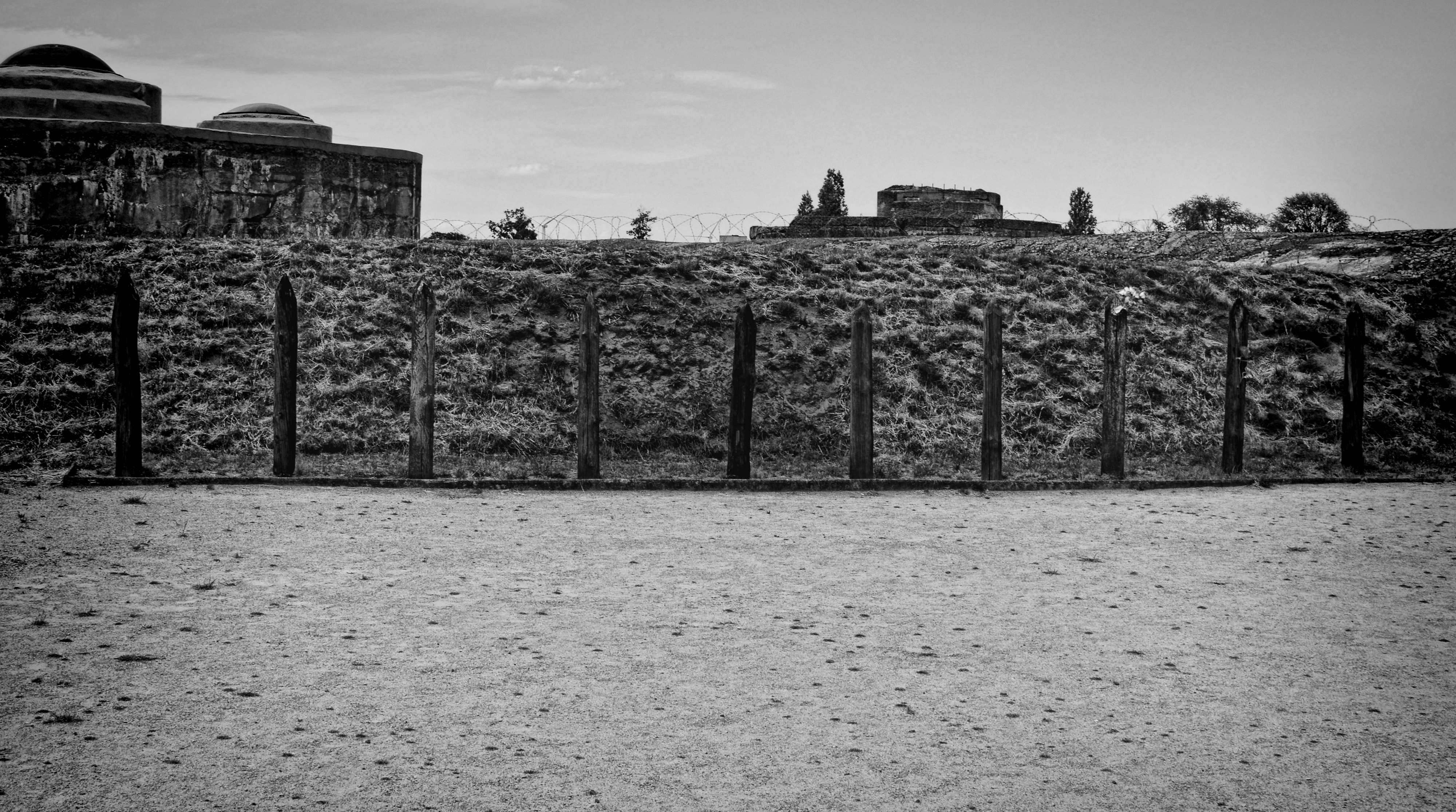
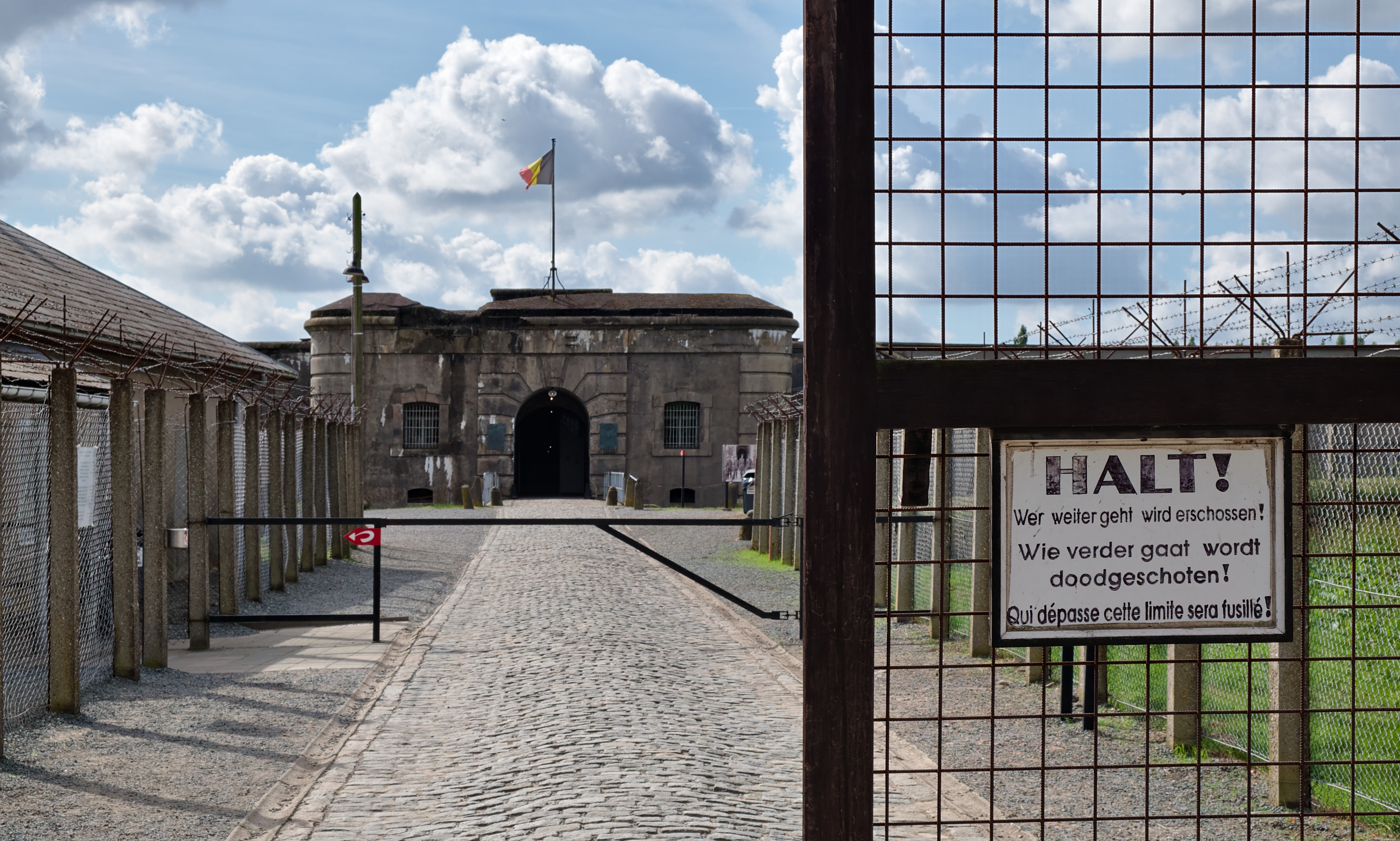
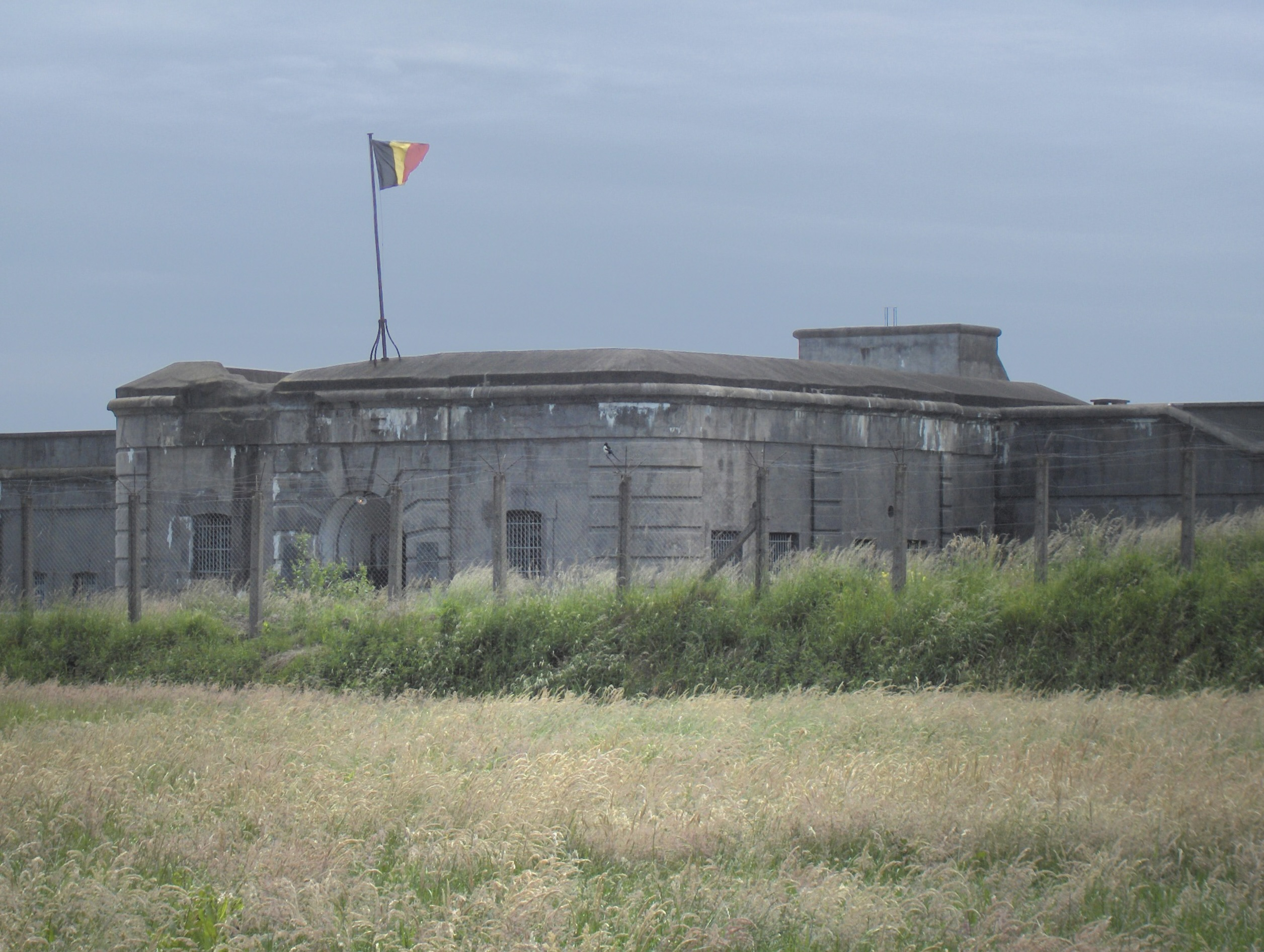
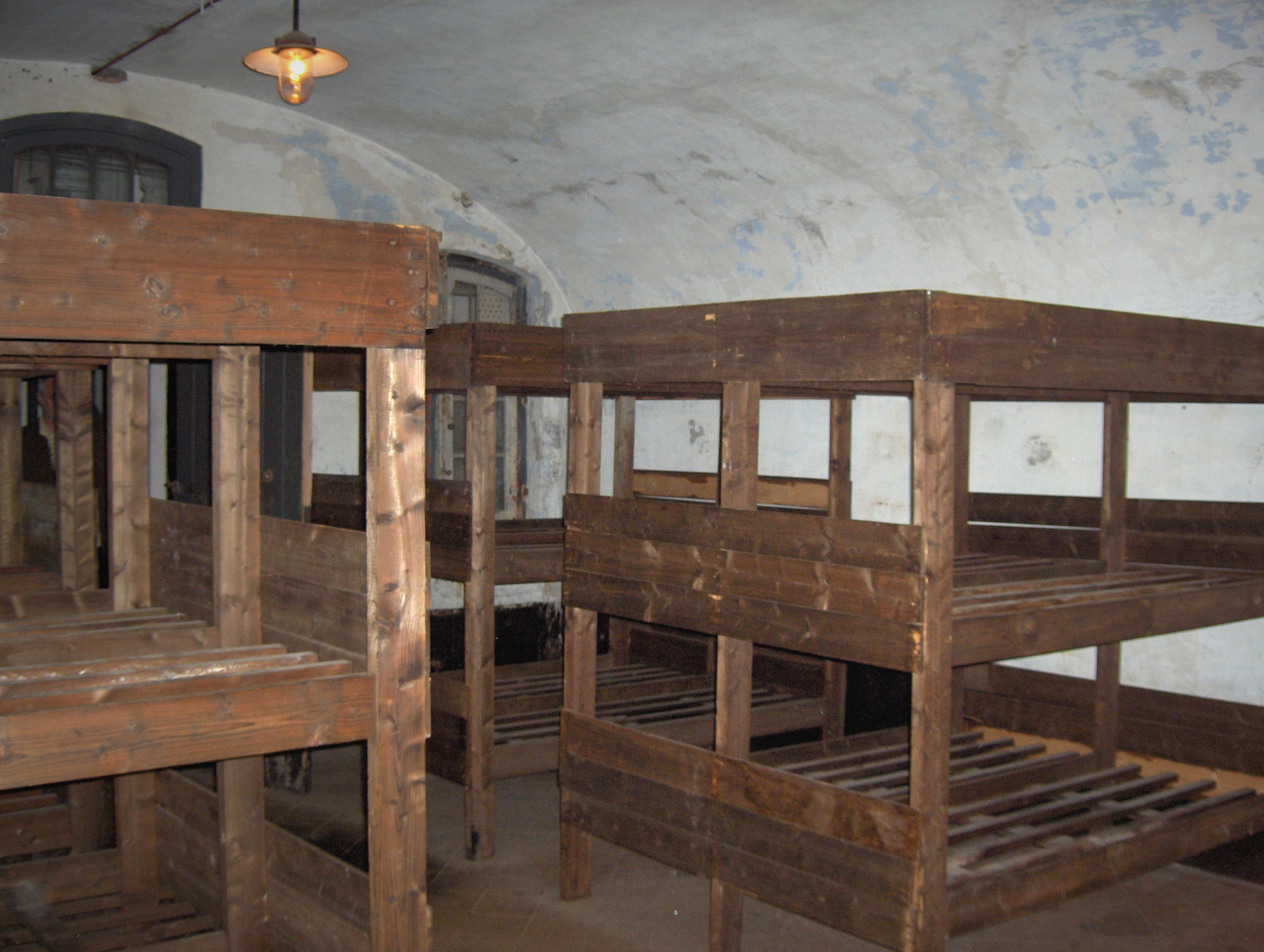
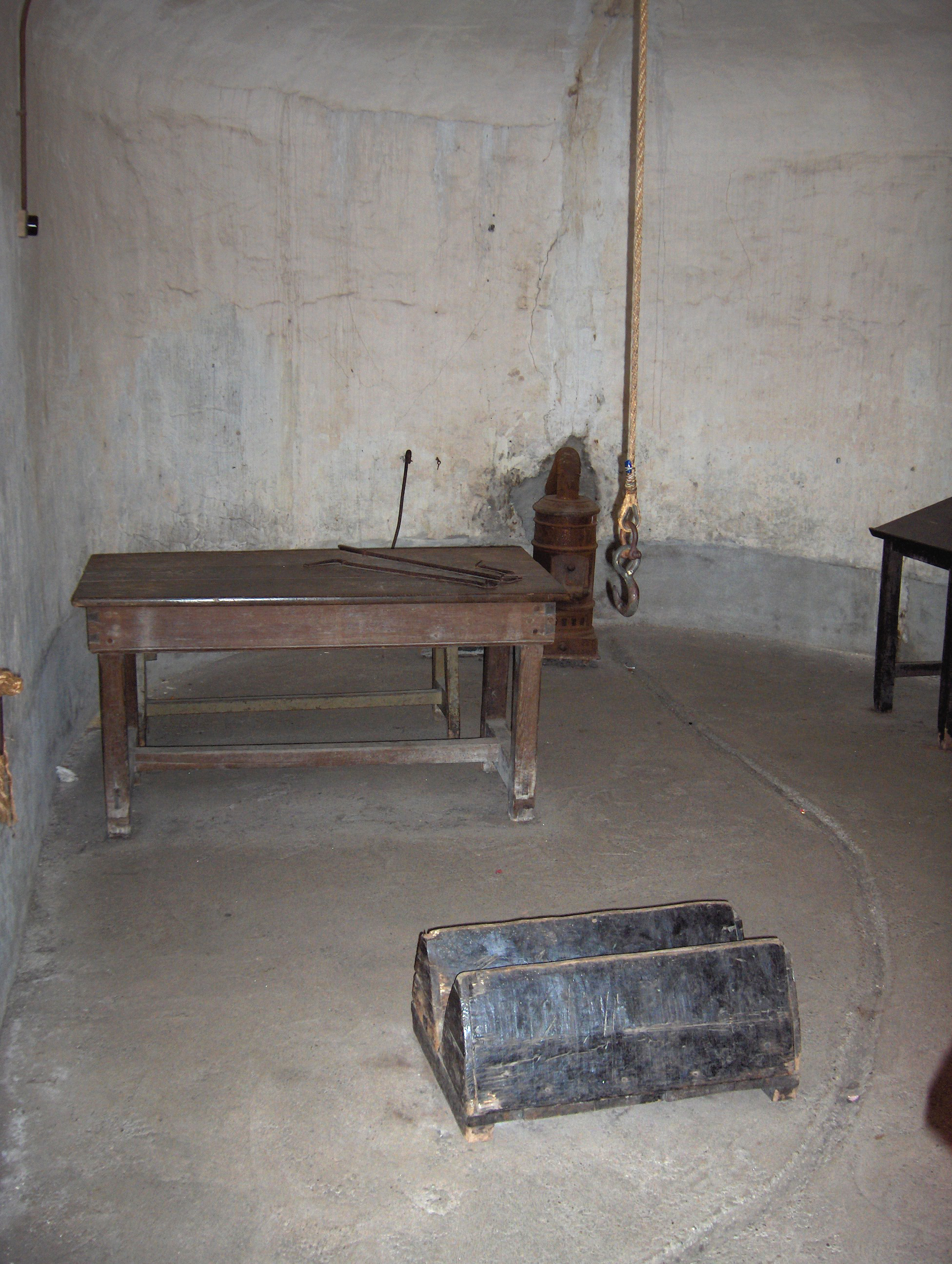
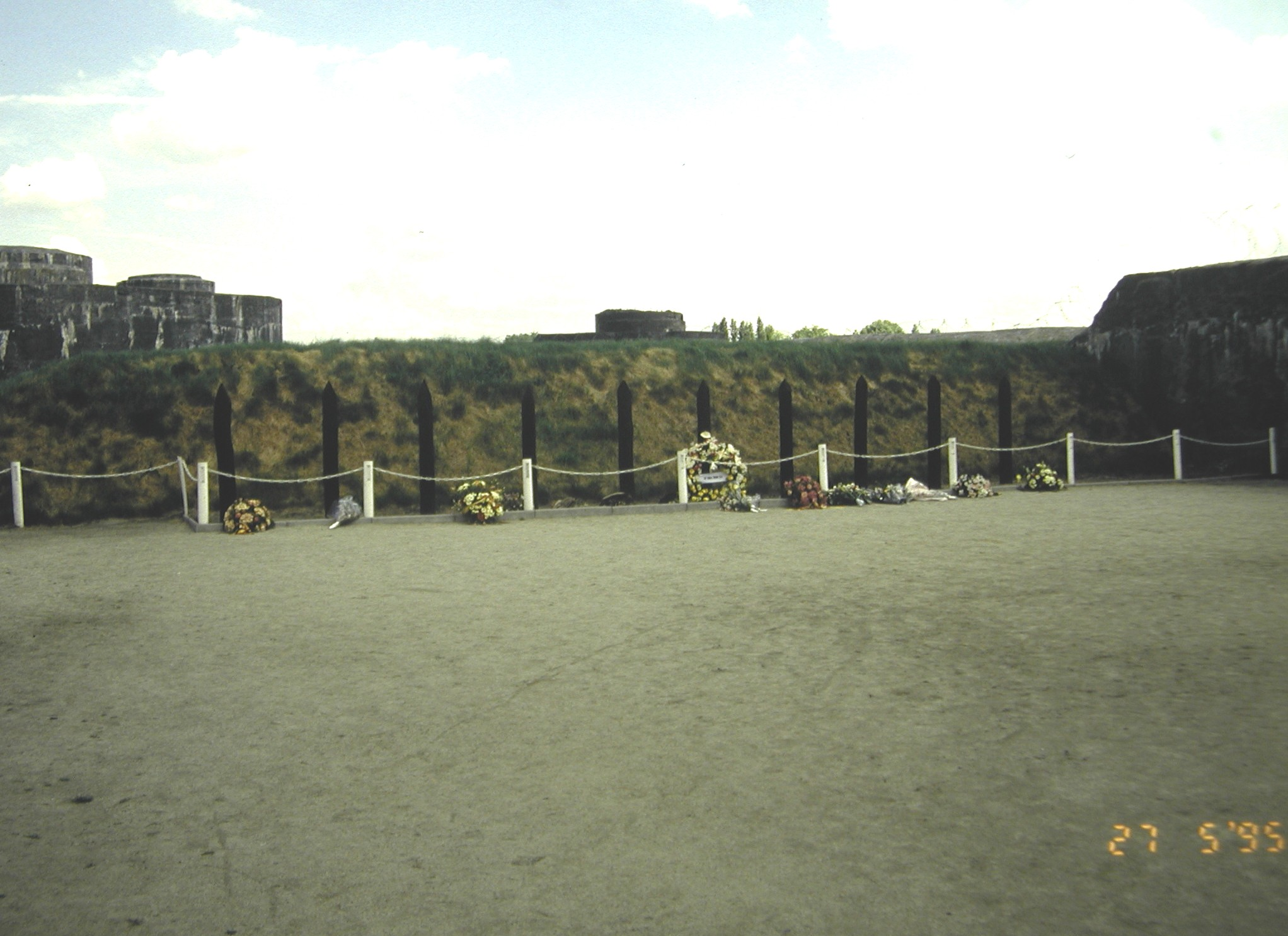
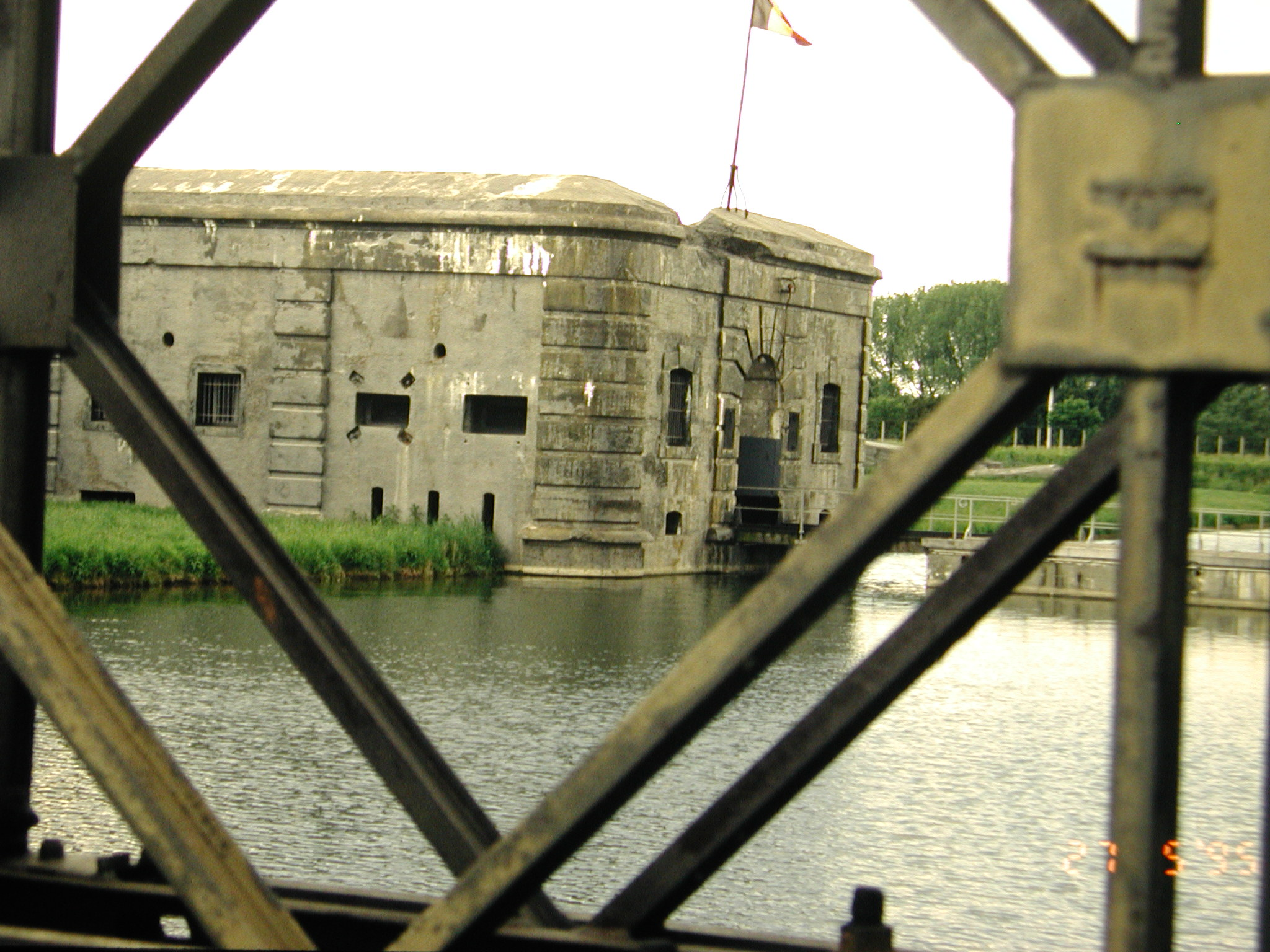
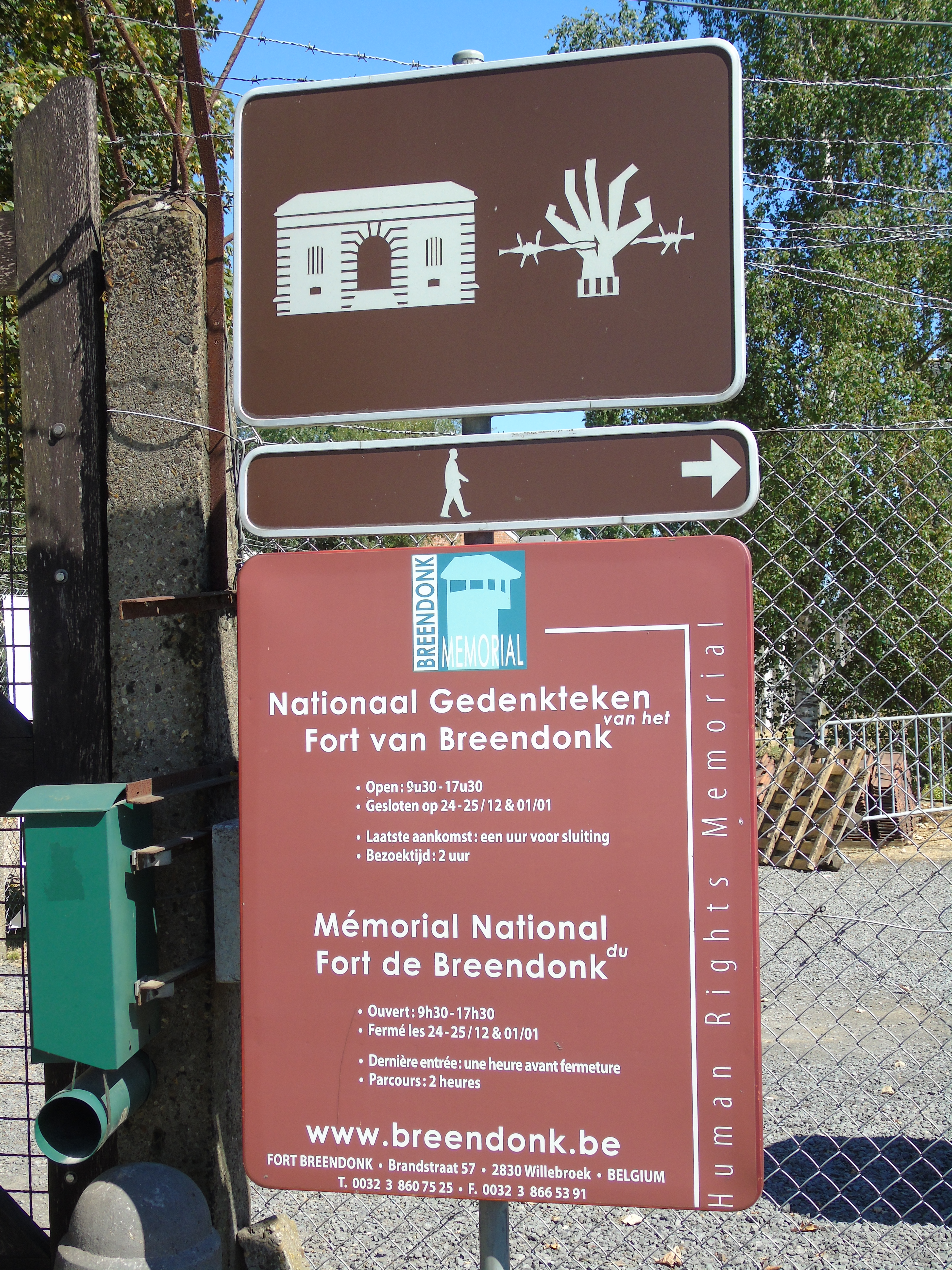
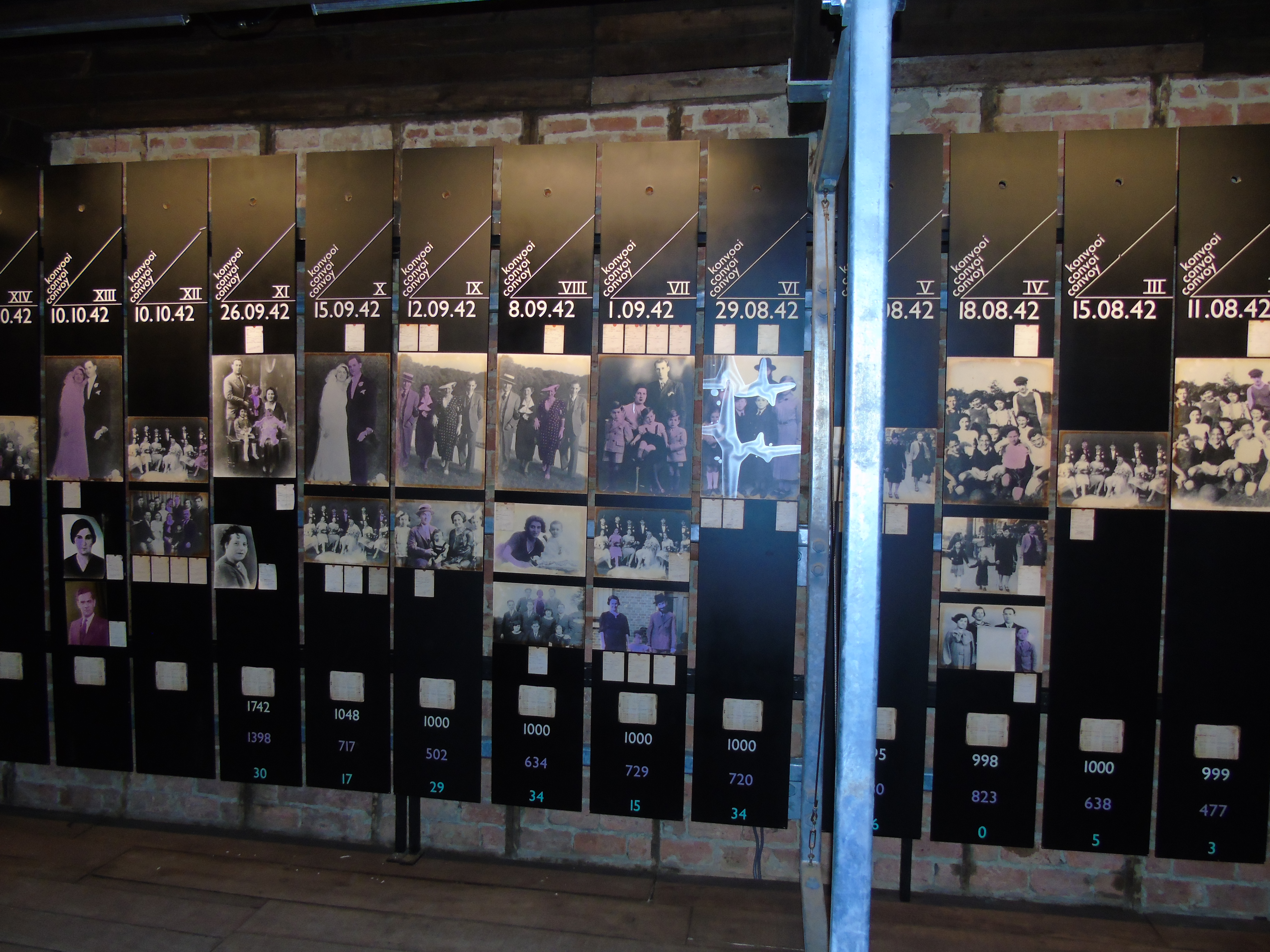
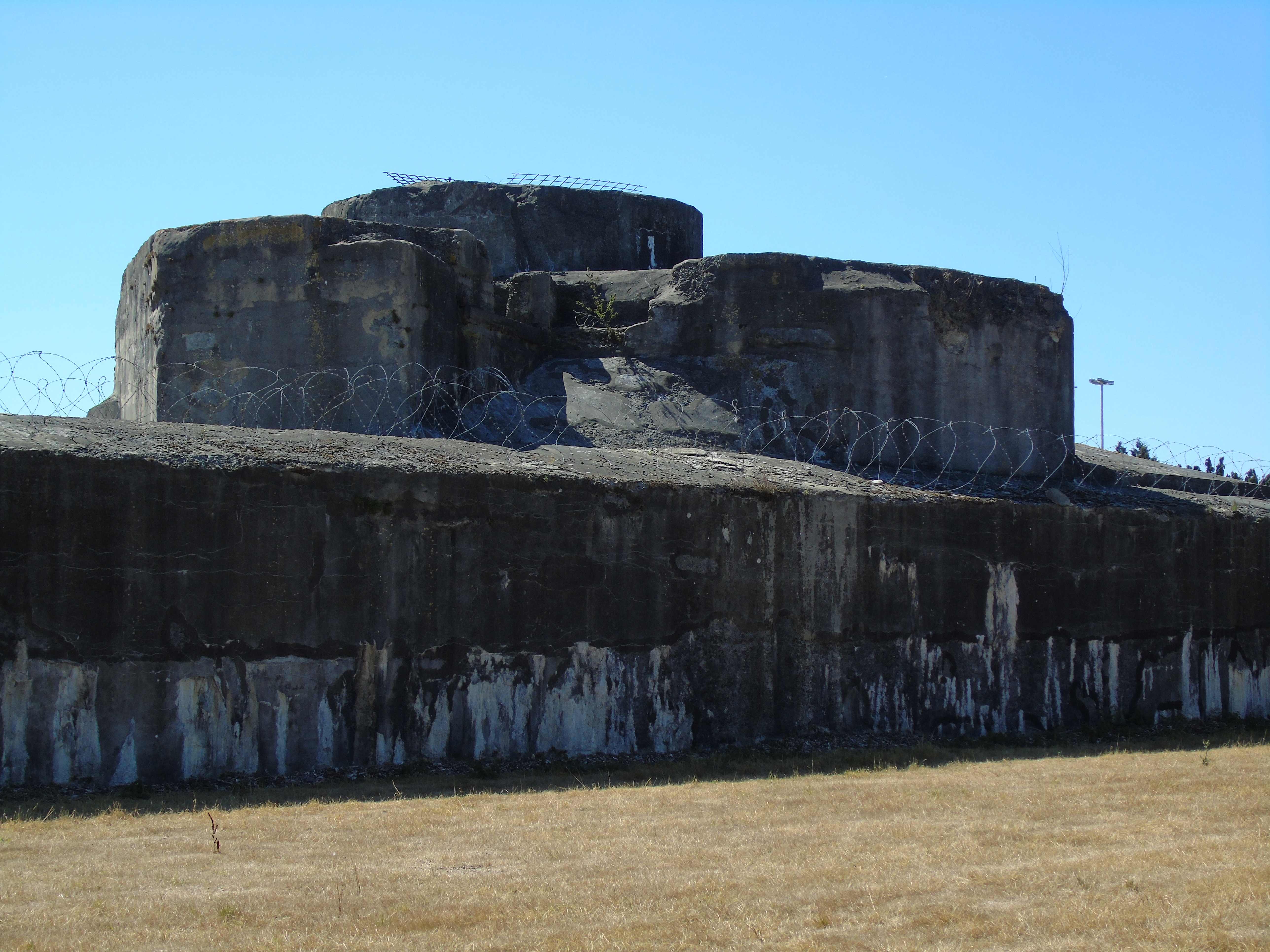
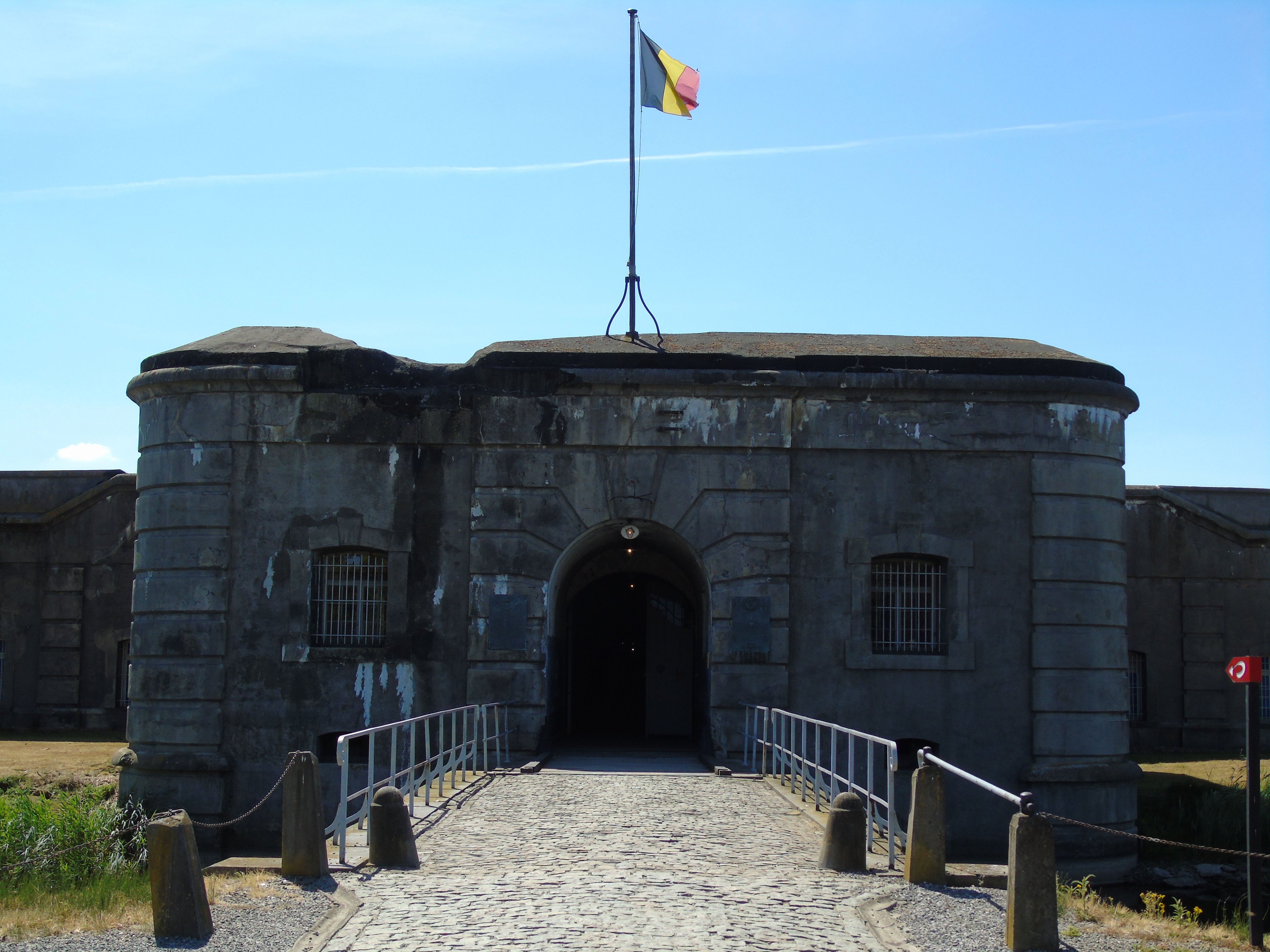
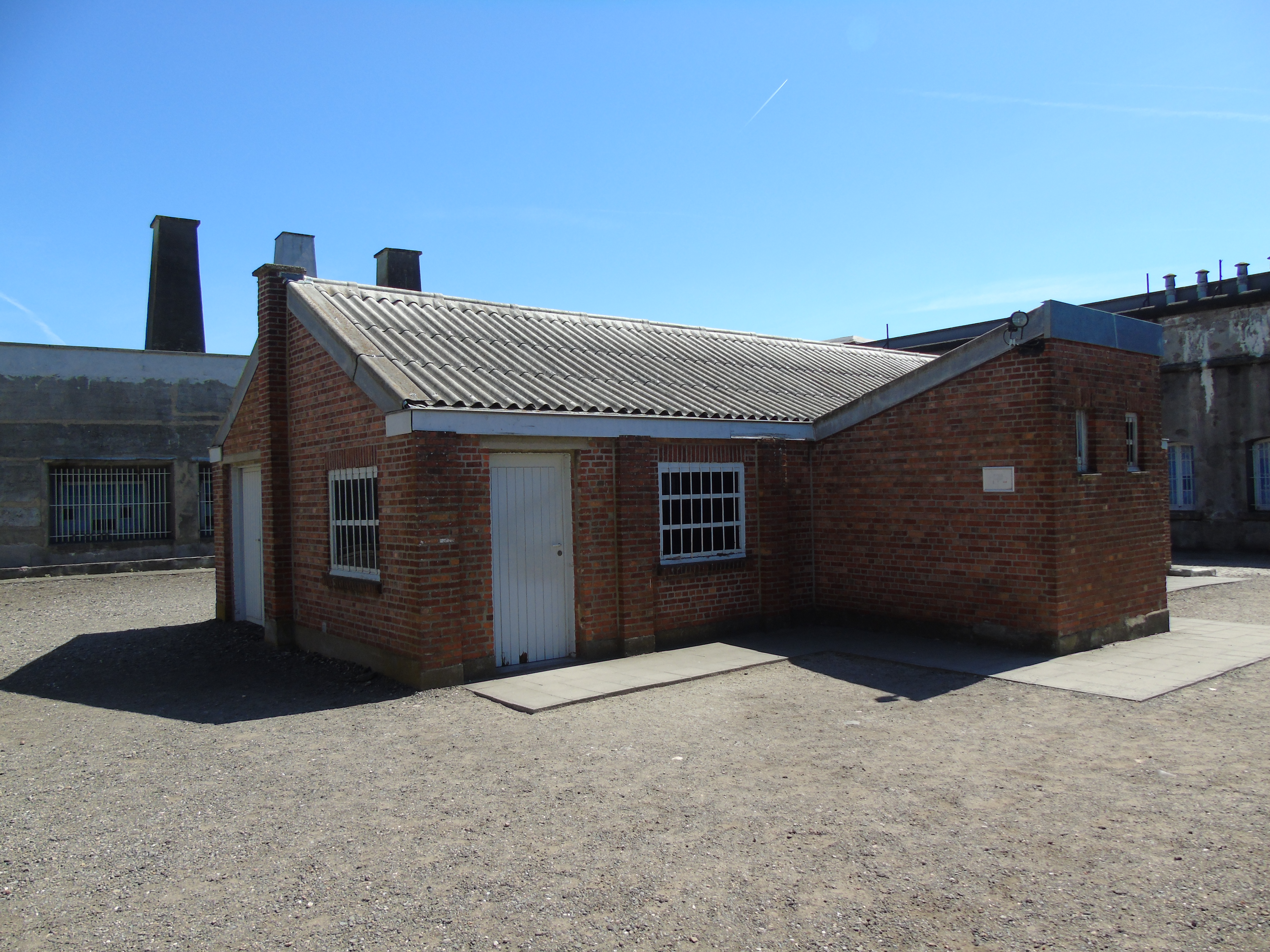
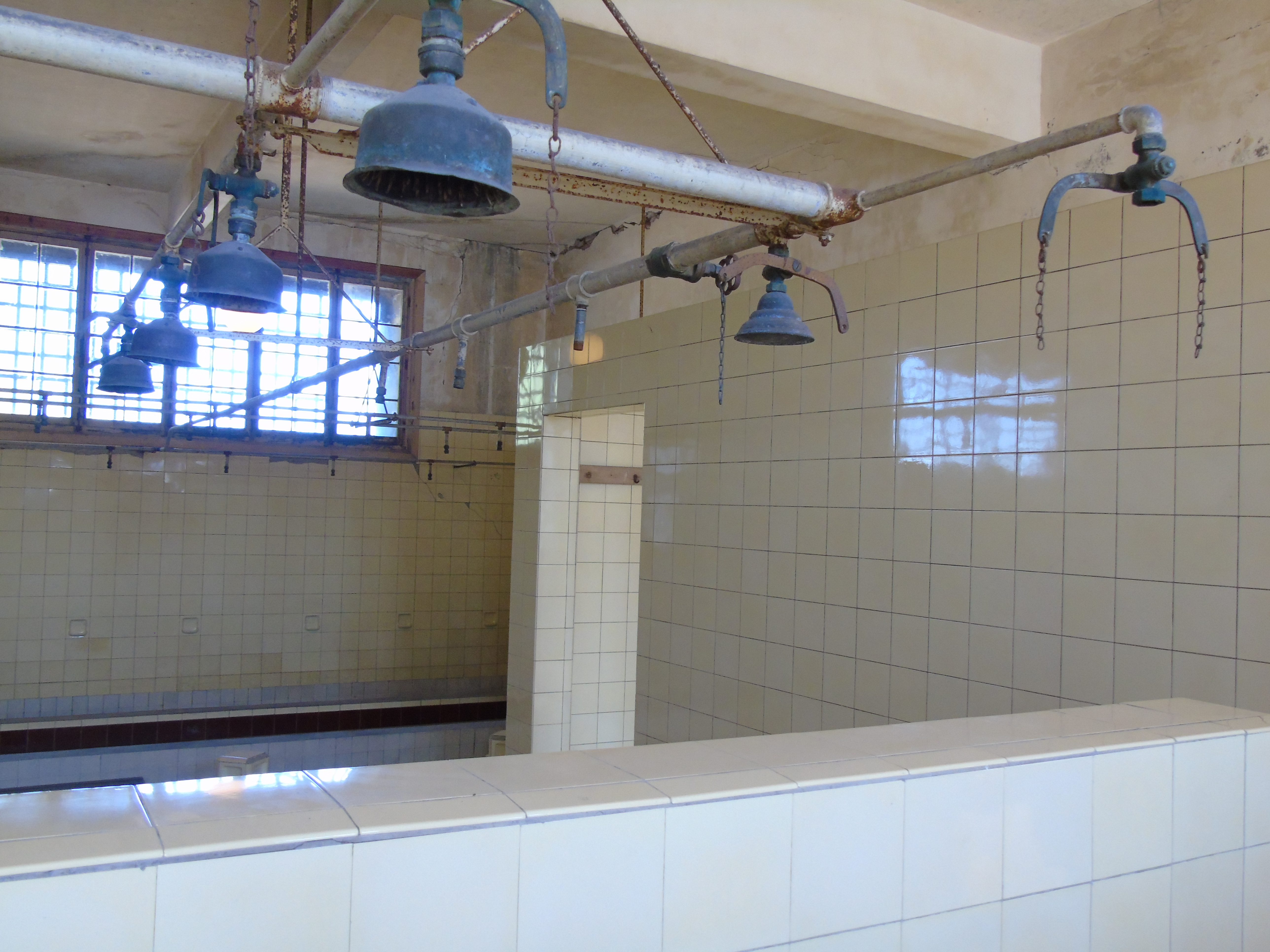
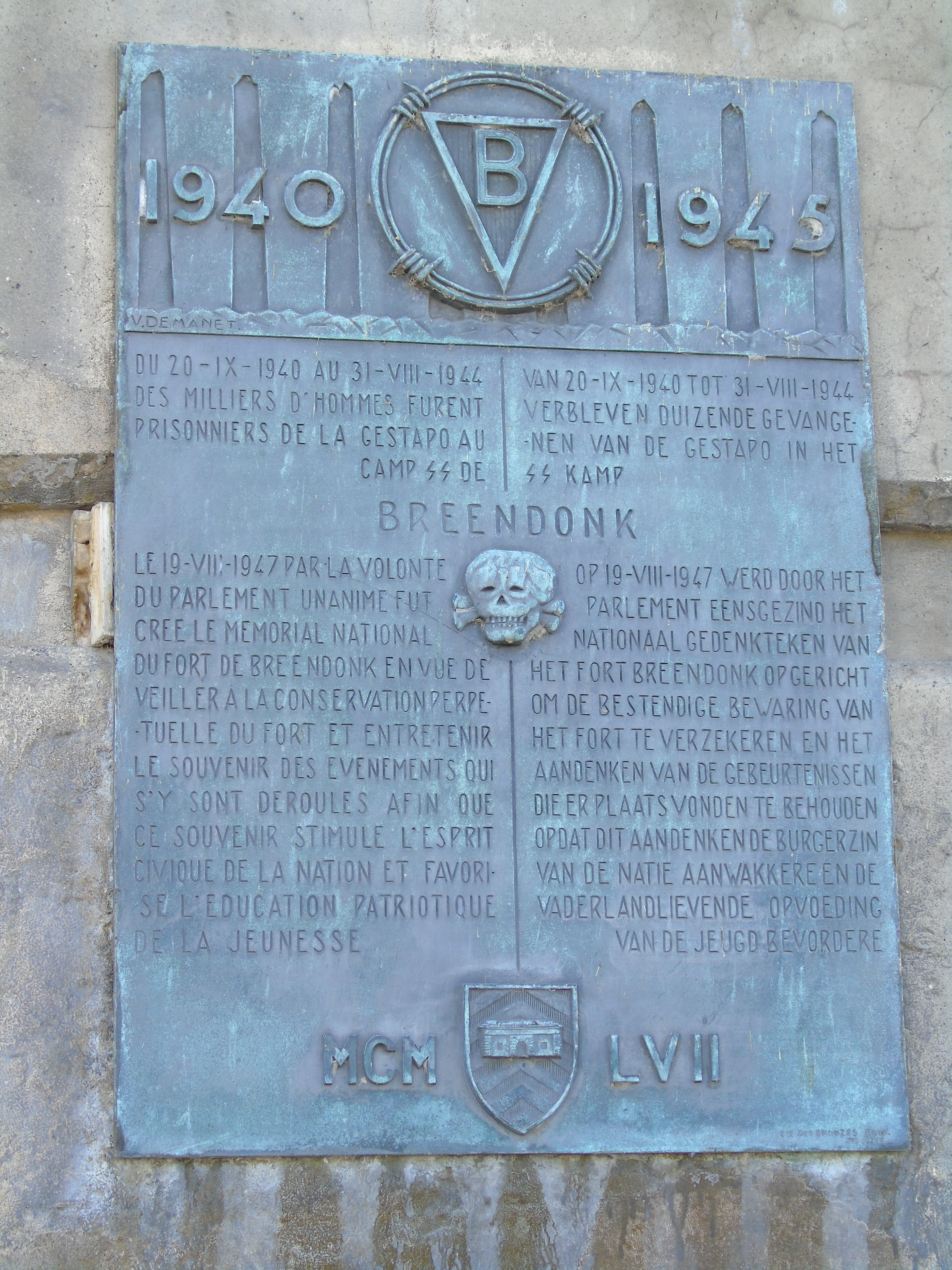